# Războiul Iran-Irak
Războiul dintre Iran și Irak (cunoscut și sub denumirea de Primul Război din Golful Persic și alte nume) a fost un conflict militar între armatele Irakului și Iranului. Războiul a început în septembrie 1980 și a durat până în august 1988, fiind cel mai lung război convențional al secolului al XX-lea. A fost cunoscut sub denumirea de „Războiul din Golful Persic” înainte de „Războiul din Golf” din 1990.
Războiul a început când Irak a atacat Iranul pe 22 septembrie 1980, printr-o invazie terestră și aeriană a teritoriului iranian. Războiul a survenit după o serie lungă de dispute teritoriale legate de frontiera comună a celor două state și temerile Irakului legate de o insurgență Șiia (ramura islamică predominantă, însă oprimată a Irakului) inspirată de Revoluția Iraniană. Irak dorea de asemenea locul Iranului ca putere dominantă în zona Golfului Persic. Deși Irakul spera să profite de haosul apărut după Revoluția Iraniană și a atacat fără o declarație de război, trupele sale au avut un succes limitat și au fost respinse rapid de iranieni care au recuperat aproape tot teritoriul pierdut până în iunie 1982. În următorii șase ani, Iranul a fost în ofensivă.
În ciuda cererilor Consiliului de Securitate al ONU de încetare a focului, ostilitățile au continuat până la 20 august 1988. Războiul s-a încheiat cu acceptarea de ambele părți a Rezoluției Consiliului de Securitate al ONU nr. 598. A durat câteva săptămâni ca Iranul să părăsească tot teritoriul ocupat pentru a respecta granițele de dinainte de război, stabilite în 1975 prin Acordul de la Alger⁠(en)[traduceți]. Ultimul schimb de prizonieri de război a avut loc în 2003.
Războiul a cauzat numeroase pierderi omenești și economice - aproximativ jumătate de milion de victime pentru fiecare parte, fără răniți - însă nu a adus nici despăgubiri de război și nici schimbări teritoriale. Conflictul este comparat adesea cu Primul Război Mondial, prin prisma tacticilor de luptă similare: război de tranșee, cuiburi de mitralieră, atacuri la baionetă, utilizarea sârmei ghimpate, atacuri frontale în masă ale infanteriei peste „țara nimănui” și utilizarea armelor chimice (precum gazul muștar) de către Irak împotriva trupelor iraniene și a civililor irakieni kurzi. La vremea respectivă, Consiliul de Securitate al ONU a declarat faptul că „au fost folosite arme chimice în lupte”. Totuși, în aceste declarații ale ONU nu se preciza faptul că doar Irak a folosit arme chimice, astfel încât „comunitatea internațională" a păstrat tăcerea în timp ce Irak folosea arme de distrugere în masă împotriva iranienilor și a irakienilor kurzi.”

## Originile conflictului militar

### Shatt al-Arab - mărul discordiei

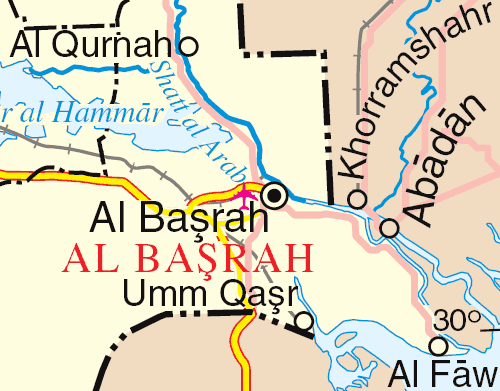
Shatt al arab - granița naturală dintre Iran și Irak

Războaiele din sec. 16 și 17 dintre Imperiul Otoman și Persia au avut drept scop controlul asupra Mesopotamiei, regiune ce se întindea aproximativ pe teritoriul de azi al Irakului. În acest context, de maximă importanță pentru ambele părți aflate în conflict armat, era controlul asupra cursului de apă Shatt al-Arab. (Arvand Roud) Tratatul de la Zuhab, semnat în 1639, a stabilit granița dintre Persia (nume sub care era cunoscut Iranul înainte de 1935) și Imperiul Otoman. După destrămarea Imperiului Otoman, Mesopotamia a intrat sub mandat britanic, începând din 1920, pentru ca în 1932 să devină stat independent. Iranul la rândul său, nu a mai acceptat granițele fixate anterior prin Tratatul de la Zuhab, confirmate prin Protocolul de la Constantinopol din noiembrie 1913, dorind ca noua graniță să fie stabilită de-a lungul liniei de maximă adâncime a canalului navigabil al cursului Shatt al-Arab(talveg). Primul tratat dintre Iran și Irak privind frontiera dintre cele două țări a fost semnat în 1937. În urma acestuia, s-a stabilit ca frontiera să fie malul de est al cursului de apă, cu excepția unei zone de 4 mile în apropiere de Ābādān, unde frontiera urma talvegul. Disputele privind frontiera au continuat și în deceniile următoare, odată cu dobândirea independenței de către Irak. Începând cu anii 60, ani în care Iranul s-a afirmat ca mare putere zonală, concomitant cu slăbirea Irakului datorită tulburărilor interne, tratativele au fost reluate, după ce Iranul a abrogat tratatul din 1937, exercitând în același timp presiuni asupra regimului irakian prin sprijinul acordat rebelilor kurzi din nordul țării. Un nou acord a fost încheiat în 1975, numit Protocolul de la Alger, prin care granița dintre cele două țări era stabilită de talvegul cursului Shatt al-Arab, pe toată lungimea lui, acord acceptat de Irak în schimbul retragerii suportului iranian asigurat rebelilor. După numai cinci ani, odată cu izbucnirea revoluției islamice și slăbirea statului iranian, în 17 septembrie 1980, Irakul a abrogat Acordul de la Alger⁠(en)[traduceți]. Într-un discurs rostit în fața Adunării Naționale, Saddam Hussein a afirmat că Iranul a încălcat tratatul bilateral, în consecință, prevederile acestuia sunt anulate, și că Shatt al-Arab a aparținut din totdeauna în întregime Irakului. După cinci zile, în 22 septembrie 1980, trupele irakiene vor invada Iranul.

### Pretextele războiului

Saddam Hussein și șahinșahul Reza Pahlavi la Alger (1975)

Anterior invaziei, în vederea pregătirii psihologice a populației, Irakul a acuzat Iranul de acte de agresiune și amestec în treburile interne, cum ar fi sprijinul acordat partidului al-Daʿwa, interzis de autorități. De cealaltă parte, Iranul acuza regimul Ba’th ca fiind anti-Islamic și o marionetă a puterilor occidentale. Totodată, regimul de la Bagdad era acuzat de acte de agresiune împotriva Iranului, datorită suportului acordat separatiștilor din Khuzestan, străveche provincie persană, cărora Irakul le promisese public asistență în vederea eliberării “Arabestanului”. Conform celor declarate de guvernatorul general al provinciei, Amiralul Aḥmad Madani, Irakul furniza arme rebelilor. În repetate rânduri, trupe irakiene atacaseră orașe de graniță, în special orașele kurde din nord-vestul Iranului (iunie 1979), apoi au atacat Ṣāleḥābād în sud, unde au omorât mai multe persoane. De asemenea au avut loc numerase ciocniri în zona de frontieră între unități iraniene și irakiene. Principalul pretext al irakienilor era controlul asupra cursului Shatt al-Arab. Râul Shatt al-Arab este format prin confluența a trei râuri, Tigru, Eufrat și Kārun, în lungime de cca. 200 km, din care cca. 80 de km formează granița dintre cele două țări. Shatt al-Arab are o mare importanță economică pentru ambele țări. Basra, singurul port irakian, se găsește 72 km în amonte. Ambele țări au importante instalații petroliere de ambele părți ale râului. În afară de această dispută istorică, Irakul a emis pretenții absurde asupra a trei insule din apropierea Strâmtorii Ormuz, Abu Musā și cele două insule Tonb, cea mare și cea mică. Cele trei insule, de mare importanță strategică, se găsesc la mare distanță de teritoriul irakian, așa că pretențiile asupra acestora erau absurde. Aceste insule iraniene fuseseră ocupate de britanici și administrate în folosul lor de șeici locali, Abu Musā de șeicul din Sharjah, iar celelalte două de șeicul Raʾs al-Khaymah, ambele foste protectorate britanice dorind să se alăture Emiratelor Arabe Unite. Insulele au fost alipite la Iran în 30 noiembrie 1971, câteva zile înainte de înființarea Emiratelor Arabe Unite. În septembrie 1980, Irakul a formulat o cerere absurdă și provocatoare privind suveranitatea asupra celor trei insule, cerând recunoașterea „drepturilor legitime” ale Irakului asupra celor trei insule. De asemenea, Irakul a revendicat provincia Khuzestan, veche provincie persană, bogată în zăcăminte de petrol. Conform ideologiei pan-arabe a partidului Ba’th, Khuzestanul aparține națiunii arabe și trebuie returnat acesteia.

### Cauzele reale

Ayatollahul Ruhollah Khomeini - Liderul Suprem al revoluției Islamice

Principala cauză a războiului a fost ambiția lui Saddam Hussein ca Irakul să devină principala putere economică și militară din Orientul Apropiat. Ambițiilor hegemonice ale lui Saddam Hussein li s-a adăugat teama exportului de revoluție din Iran, teamă amplificată de faptul că majoritatea populației Irakului este șiită, în timp ce clasa politică conducătoare este sunită. De altfel, relațiile dintre cele două țări începuseră să se deterioreze începând cu 1979, odată cu izbucnirea revoluției islamice în Iran, percepută ca un pericol la adresa stabilității regimului secular irakian. În fine, tulburările post-revoluționare din Iran, epurarea pe criterii politice a cadrelor de vârf ale armatei, fuga masivă a elitelor intelectuale și conducătoare din Iran, au constituit pentru Saddam Hussein o oportunitate nesperată pentru declanșarea războiului. Înainte de revoluția islamică, sub conducerea autoritară a șahinșahului Mohammad Reza Pahlavi Aryamer, Iranul era de departe cea mai puternică țară din zonă. Armata iraniană era a cincea din lume din punct de vedere al efectivelor și echipării, toate acestea datorându-se sprijinului acordat de Statele Unite. Prin faptul că se găsea în sudul Uniunii Sovietice, Iranul avea o importanță strategică deosebită pentru americani în timpul Războiului Rece. Odată cu alungarea Șahului, în urma crizei ostaticilor din 1979, sprijinul economic și militar american a încetat, asigurând astfel noi oportunități pentru Saddam Hussein. Teama ca revoluția iraniană să nu se extindă și în Irak a condus la persecuții asupra populației majoritar șiite din Irak. În primul rând, arestări urmate de execuții ale membrilor partidului șiit al-Da’wa, interzis de autorități. Liderul spiritual suprem al șiiților irakieni, marele Ayatollah Bāqer al-Ṣadr, a fost arestat în aprilie 1980 și executat în secret. Zeci de mii de șiiți, cu origine iraniană, dar care erau stabiliți de secole în centrele religioase Karbala și Najaf, au fost expulzați din Irak, iar proprietățile lor confiscate. Conflictul dintre cele două țări avea și un aspect religios, dat fiindcă iranienii sunt majoritatar șiiți și nu vorbesc limba arabă. Fără a fi totuși un conflict religios, Saddam Hussein a căutat pe toate căile să opună iranienilor pe arabi, să demonstreze superioritatea arabilor asupra iranienilor din considerente ideologice. În afară de hegemonia militară, Saddam Hussein dorea ca Irakul să devină principala putere economică din zonă. Majoritatea rezervelor de petrol ale Iranului se găseau în provincia Khuzestan, împreună cu importante instalații de extracție, rafinării și rezervoare. Trecerea lor în posesia Irakului, ar fi lipsit Iranul de o importantă sursă de venituri și ar fi împiedicat ca acesta să devină putere hegemonică în zonă. Ocuparea Khuzestanului ar fi lărgit totodată accesul Irakului la mare, care pe atunci avea doar 64 km de litoral. În fine, cele trei insule din Strâmtoarea Ormuz, în afară de poziția lor strategică, puteau constitui o viitoare bază pentru instalații petroliere offshore.

## Cronologie

### Invazia

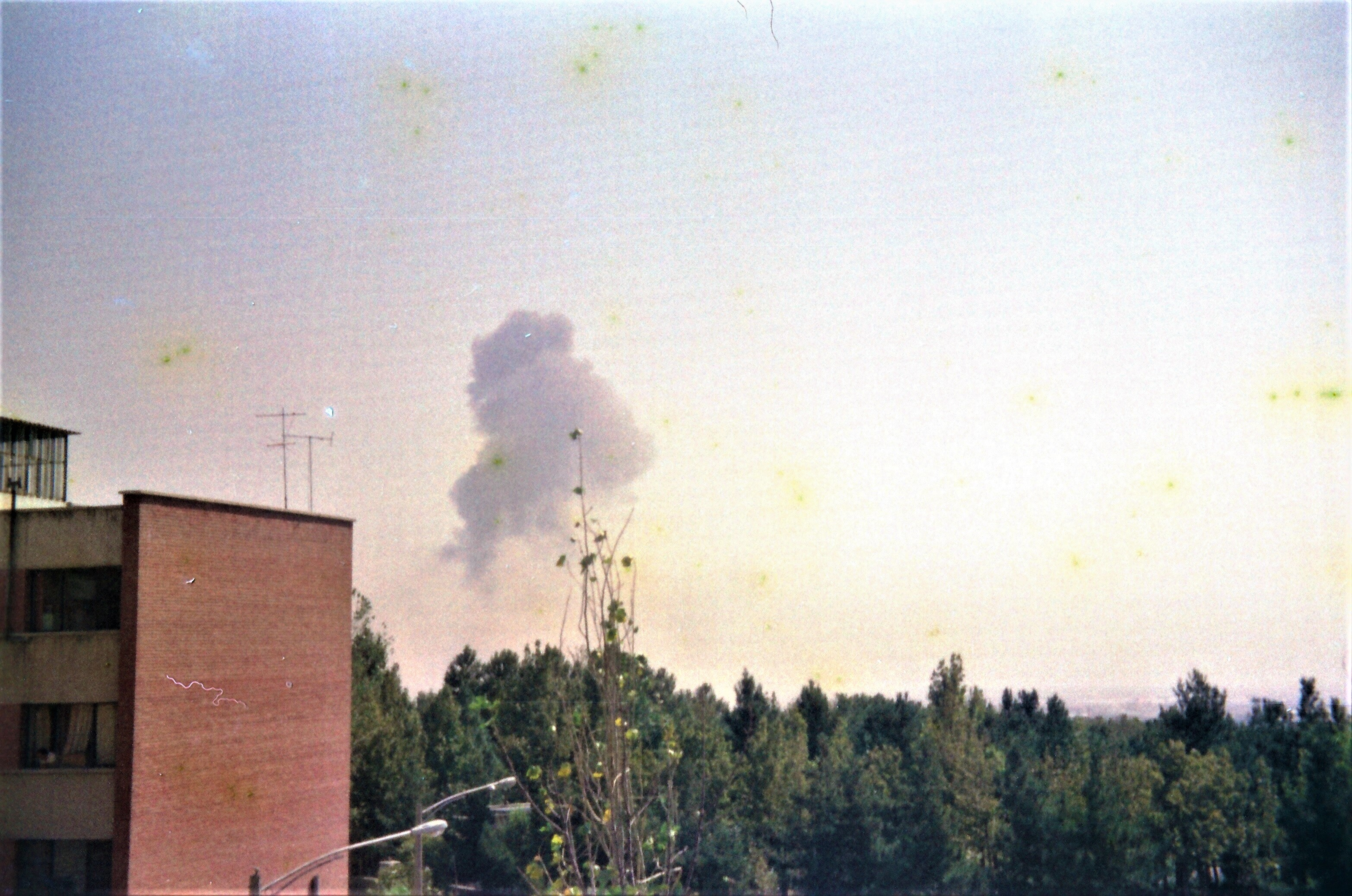
Războiul Iran-Irak - 22 septembrie 1980 - Teheran

Războiul a început în data de 22 septembrie 1980, moment în care forțe irakiene au lansat raiduri aeriene asupra unui număr de 10 aeroporturi importante din Iran, invadând totodată teritoriul Iranului cu trupe terestre, de-a lungul a trei direcții principale. Atacurile aeriene, beneficiind de elementul surpriză, vizau distrugerea forțelor aeriene iraniene. Ele nu au reușit însă să distrugă un număr semnificativ de aparate de zbor iraniene. Primul oraș ocupat a fost Qasr-e Shirin în nord, localitate cu o bună poziție strategică, care domina prin altitudine zonele mai joase din jur. În continuare, trupele irakiene au vizat localitățile strategice Mehran și Dezful, ultima găzduind un număr de baze militare și instalații petroliere. Principalele ținte au fost două orașe importante Khorramshahr și Abadan, ultimul adăpostind rafinării și alte instalații petroliere. Cele două orașe, fiind oarecum izolate, protejate de râurile Shatt al-Arab, Kārun, și Bahmanshir, fiind accesibile prin doar două poduri, s-au dovedit de această dată dificil de cucerit. La toate acestea s-a adăugat rezistența îndârjită a trupelor Gărzilor Revoluționare Iraniene. Pe 24 octombrie, la mai bine de o lună de la invazie, cu prețul unor grele pierderi, trupele irakiene au reușit să ocupe orașul Khorramshahr. Asediat, orașul Abadan rezista cu succes însă. După 24 octombrie, irakienii au schimbat strategia, războiul devenind unul static, fără confruntări directe, limitându-se doar la apărarea teritoriului cucerit și bombardarea pozițiilor adverse. Atacul irakian, deși beneficiase oarecum de elementul surpriză s-a împotmolit după numai o lună, deși irakienii dispuneau de forțe superioare numeric și din punct de vedere al echipării, beneficiind și de forțe aeriene superioare. Aceasta s-a datorat pe de o parte dârzeniei opuse de forțele iraniene, compuse din gărzi revoluționare, trupe regulate, forțe de poliție și voluntari, și pe de altă parte incompetenței conducerii militare irakiene. Trupele irakiene erau slab antrenate și incapabile să mânuiască eficient armamentul din dotare. Ofițerii ce le conduceau fuseseră promovați pe baza loialității față de Saddam Hussein și regimul său. Nici armata iraniană nu stătea mai bine din acest punct de vedere. Epurările succesive printre generalii iranieni, conduseseră la promovarea de ofițeri inferiori în ierarhia superioară a armatei, pe baza loialității față de regimul islamic, un exemplu fiind comandantul trupelor de uscat, Sayyed ʿAli Širāzi, fost căpitan. De asemenea exista o oarece rivalitate între armata regulată și gărzile revoluționare, combinate de ayatollahul Khomeini în octombrie 1980. Chiar la nivelul conducerii supreme existau disensiuni, dat fiindcă șeful suprem al Consiliului Suprem de Apărare era președintele Abulhassan Bani Ṣadr, iar membrii consiliului erau clerici, precum ayatollahii Moḥammad Behešti și Akbar Hāšemi Rafsanjani. Conflictul dintre autoritățile civile și militare pe de o parte, și cele religioase de cealaltă, vizau în special orientarea republicii islamice, dar s-au reflectat în primul rând în modul în care a fost condus războiul de apărare contra invaziei irakiene. În 28 septembrie, 6 zile după invadarea Iranului, Consiliul de Securitate al ONU, a invitat ambele țări “să se abțină de la folosirea forței”. Irakul și-a declarat imediat disponibilitatea pentru negocieri, cu condiția ca Iranul să înceteze “agresiunea contra Irakului” și să recunoască suveranitatea Irakului asupra teritoriilor reclamate de acesta, inclusiv cursul râului Shatt al-Arab. În fața adunării ONU, ambele țări și-au definit implicarea în conflict ca un act de auto-apărare. Ministrul de externe irakian, Sa’dun Hammadi, l-a acuzat pe Khomeini de încercare de export al revoluției islamice. De cealaltă parte, Iranul, prin vocea premierului Rajāʾi, a caracterizat agresiunea irakiană drept război “impus” (jang-e taḥmili), declarând că Iranul va accepta încetarea focului doar atunci când agresorul va fi pedepsit. Intervențiile de pace ale Organizației Conferinței Islamice și Mișcării de Nealiniere, s-au soldat de asemenea cu un eșec, Iranul fiind hotărât să continue lupta cu agresorul irakian

### Contraofensiva iraniană

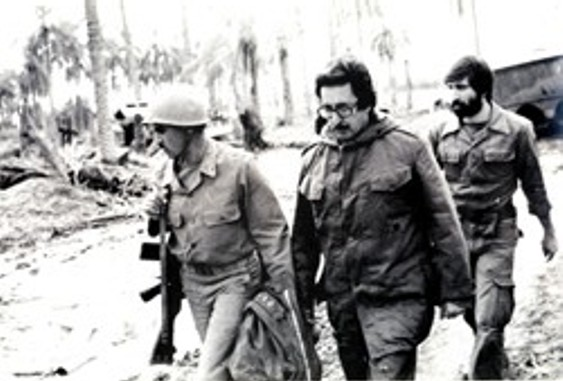
Președintele iranian Abolhassan Banisadr, pe front în 1980

În data de 5 ianuarie 1981, forțele iraniene au lansat pentru prima dată o contraofensivă. Inițial, contra-atacul a fost un succes, dar ulterior forțele irakiene au încercuit diviziile iraniene, producându-le pierderi grele. Președintele Bani Ṣadr s-a opus de la bun început acestei ofensive, considerând că nu este încă momentul pentru un atac generalizat asupra irakienilor, în final trebuind să cedeze în fața clericilor din Consiliul Suprem de Apărare. Eșecul din prima fază a ofensivei iraniene a fost ulterior depășit, astfel încât în septembrie 1981, armata iraniană a lansat o serie de atacuri încununate de succes împotriva trupelor agresoare. Prima a împins armata irakiană pe malul de vest al râului Kārun, în timp ce a doua a ridicat asediul asupra orașului Kārun, asediat de irakieni aproape un an. Spre sfârșitul anului, Iranul a lansat încă două ofensive de mai mică importanță în apropiere de Susangird (29 noiembrie 1981) și în zona Qasr-e Shirin (12 decembrie 1981), reușind să elibereze încă o parte din teritoriul capturat de irakieni. Un atac și mai puternic, încununat și el de succes, a avut loc în data de 22 martie 1982. Operația a fost numită Fath Mobin (victorie clară), și s-a desfășurat în zona Shush-Dezful, implicând cca. 120 000 de soldați, fiind cea mai puternică ofensivă de la începutul războiului. Operația a fost realizată de o forță combinată, formată din unități ale armatei regulate și gărzi revoluționare, care au executat o serie de manevre clasice, combinate cu tactici inovative. Atacurile acestor trupe erau precedate de operații de diversiune realizate de către milițiile Basij, compuse din voluntari echipați cu armament ușor, care deschideau drumul trupelor de militari și gărzi revoluționare. Trupele Basij, denumite oficial Basij-e mostażʿafin (Mobilizarea oprimaților), formate din voluntari fideli principillor revoluției islamice, erau antrenate de Gărzile Revoluționare. Coordonarea acestora era realizată de Ministerul Gărzilor Revoluționare, condus de Muḥsen Rafiqdust. În acel moment, efectivele gărzilor revoluționare erau de același ordin de mărime cu cele ale trupelor regulate. Campaniile din 1981 – 1982 au produs pierderi grele în rândul trupelor irakiene, care au pierdut aproape trei divizii, trebuind ulterior să se retragă în interiorul granițelor proprii. În primăvara anului 1982, trupele iraniene au lansat alte două ofensive, urmărind să alunge pe irakieni din Khuzestan. Prima, la nord de Bustān, care a început în 22 martie 1982, cu un atac prin surprindere asupra pozițiilor irakiene, a condus la eliberarea a aproape 130 km pătrați de teritoriu. A doua, constând din două atacuri, a constituit un moment cheie al războiului. Primul atac, început în 24 aprilie și terminat în 12 mai, a eliberat orașul Khorramshahr și zona Ahvaz-Susangird, și s-a soldat cu pierderi grele de ambele părți. În al doilea atac, început în 20 mai, trupele iraniene au atacat ultimele poziții deținute de irakieni în Khorramshahr. Deși irakienii se așteptau la atac și organizaseră puncte fortificate pentru apărarea orașului, nu au reușit să oprească ofensiva iraniană, astfel că orașul a fost eliberat în 24-25mai. Campania din 1981 - 1982 s-a soldat cu victoria categorică a iranienilor datorită tacticilor ofensive utilizate, apoi datorită dârzeniei și motivației gărzilor revoluționare și trupelor regulate, și în fine, dar nu în ultimul rând, datorită faptului că în fruntea armatei s-a găsit Abulhassan Bani Ṣadr. În 20 iunie 1982, Saddam Hussein a anunțat că trupele irakiene au început să se retragă din Iran, fiind pregătit să încheie un armistițiu. De cealaltă parte, Iranul, încrezător după succesul militar obținut anterior împotriva trupelor irakiene, a cerut ca Saddam Hussein și regimul Ba’th să renunțe la putere, despăgubiri de război substanțiale și repatrierea a 100 000 de șiiți, expulzați de regimul irakian în 1980. Unul din principalii artizani ai victoriei Iranului, Abulhassan Bani Ṣadr, va fi înlocuit la comanda armatei, ulterior fiind demis și din funcția de președinte. Lupta pentru putere dintre el și ayatollahul Moḥammad Behešti va fi tranșată de liderul suprem, ayatollahul Ruhollah Khomeini în favoarea ultimului, deoarece se temea de o lovitură de stat a partizanilor lui Bani Ṣadr. Din acel moment, conducerea supremă a statului dar și a războiului cu Irakul va fi exercitată exclusiv de lideri religioși.

### Războiul se mută pe teritoriul irakian
În iulie 1982, liderii religioși iranieni au decis că războiul cu Irakul trebuie să continue, chiar dacă va fi nevoie de o invazie a Irakului. Decizia finală a fost precedată de dezbateri aprinse între aceștia, dar și între conducătorii armatei. Problema era că nu se mai putea anticipa rezistența trupelor irakiene, dat fiindcă în invazia din 1980, Saddam Hussein nu utilizase întregul efectiv al armatei irakiene. Apoi, faptul că începând din 1980, efectivul armatei irakiene crescuse de la 200 000 la 475 000 de soldați. De asemenea, existau temeri asupra rezistenței ce va fi opusă de irakieni, care de această dată își apărau propriul teritoriu. Chiar la nivelul conducerii supreme părerile erau împărțite. Noul prim-ministru, Mir Ḥosayn Musawi, dar și președintele în funcție, ayatollahul Sayyed ʿAli Khamene’I, se opuneau invaziei Irakului, temându-se că armata iraniană nu va fi capabilă să obțină o victorie categorică împotriva Irakului, dar și de eventualele pierderi umane și materiale ridicate, pe care le-ar fi implicat avansarea în teritoriul inamic. Foarte mulțI lideri ai Gărzilor Revoluționare însă erau pentru invazie, susținând că trebuie pus capăt regimului lui Saddam Hussein. Amândouă taberele însă, erau de acord că Saddam Hussein trebuie pedepsit pentru agresiune, fiind de părere că poporul iranian trebuie să trimită un mesaj fără echivoc comunității internaționale cu privire la soarta celor care ar mai îndrăzni să comită vreo agresiune contra republicii islamice. În 13 iulie 1982, prima zi de Ramażān, decizia a fost luată – continuarea războiului cu Irakul. Ofensiva, numită chiar Ramażān, a fost direcționată înspre orașul Basra, cu un efectiv de cca. 100 000 de soldați, din care 50 000 trupe regulate. După două săptămâni de lupte crâncene, a apărut ca evident faptul că forțele iraniene nu au reușit să treacă de apărarea irakiană. Aceasta s-a datorat în bună parte datorită lipsei suportului artileriei grele ca și a celui aerian. Pe de altă parte, un cuvânt greu de spus l-a avut și motivația irakienilor, dar și faptul că dispuneau de un armament calitativ superior. Cu toate acestea, autoritățile iraniene au insistat pentru lansarea a încă două operațiuni militare, în ciuda rezervelor exprimate de comandanții militari față de imixtiunea liderilor religioși în treburile armatei. Cele două operațiuni militare au fost totuși declanșate, prima, numită Moslem b. ʿAqil, s-a desfășurat între 1 și 10 octombrie lângă orașul Mandali, din apropierea graniței cu Iranul, și a doua, numită Moharram, între 1 și 11 noiembrie, lângă Musiān. Au eșuat amândouă, din aceleași motive, dar și din cauză că liderii religioși n-au mai dorit să utilizeze aceleași tactici care fuseseră utilizate anterior, rezumându-se la atacuri frontale, soldate cu pierderi grele în rândul trupelor iraniene. Grosul forțelor atacante a fost compus din unități ale Gărzilor Revoluționare (Pāsdārān) și miliții auxiliare Basij, majoritatea voluntarilor fiind slab antrenați și echipați, mulți fiind sau foarte tineri sau prea în vârstă. Practic, ofensiva iraniană începea să semene cu cea irakiană, produsă cu doi ani în urmă, pentru ambele armate fiind mai ușor să-și apere teritoriul decât să avanseze pe teritoriul inamic. Saddam sperase ca arabii iranieni să se revolte, ceea ce nu s-a întâmplat, la fel cum după doi ani, Khomeini spera ca populația din zona de graniță să se revolte contra lui Saddam Hussein, ceea ce iară nu s-a întâmplat. Cu toate acestea, iranienii au sprijinit formarea unui Consiliu Suprem al Revoluției Islamice în Irak, dominat de șiiți, cu sediul la Teheran și condus de Moḥammad Bāqer al-Ḥakim. Se pare că pentru șiiții de pe ambele părți ale graniței, naționalitatea a primat asupra identității religioase. A contat de asemenea și divizarea politică a șiiților, astfel că speranțele într-o revoltă a lor s-au năruit. Liderii religioși ai Iranului se confruntau totodată cu o serioasă opoziție internă, nu numai din partea conducătorilor armatei, ci chiar în propriile rânduri. În special Ayatollahul Moḥammad Kāẓem Šariʿatmadāri era un critic dur al taberei lui Khomeini, susținând că acesta urmărea eliminarea pluralismului politic. Alte critici veneau din partea liberalilor religioși precum  Mehdi Bāzargān, dar și din partea foștilor aliați, partidele Mojāhedin-e Ḵalq și Fedāʾiān-e Ḵalq, de orientare pro-comunistă.

### Escaladarea conflictului
În ciuda pierderilor materiale și umane suferite în timpul ultimelor operațiuni militare, la începutul lui 1984, autoritățile iraniene păreau mai mult ca oricând decise să continue războiul cu Irakul, deși ultimele operațiuni, Wa’l-fajr I-IV din anul anterior se soldaseră de asemenea cu un eșec. De cealaltă parte, Saddam Hussein decisese să schimbe strategia pentru a determina Iranul să accepte condițiile sale, trecând la atacarea orașelor și facilitățile de prelucrare a petrolului, căutând ca prin distrugerea acestora să diminueze capacitatea economica a iranienilor de a susține în continuare războiul. Fără a se lăsa câtuși de puțin impresionat, Iranul a lansat noi ofensive. Ca răspuns, Irakul a atacat orașul Dezful cu rachete sol-sol, concomitent cu atacuri aeriene asupra altor orașe. Ca răspuns, Iranul a executat atacuri aeriene asupra orașelor Basra, Mandali, și altor localități de graniță. A fost doar începutul a ceea ce s-a numit mai apoi "Războiul orașelor". Imperturbabil, Iranul a declanșat noi ofensive, Wa’l-fajr V și VI, apoi Ḵaybar, în februarie 1984. Tot atunci, în martie 1984, au fost formulate primele acuzații ale Iranului privind utilizarea de către forțele irakiene a gazelor de luptă, contra unităților militare și populației civile.

### Războiul aerian
Dacă până în 1983, operațiile militare au fost exclusiv terestre, iar zona de conflict a fost limitată apoximativ la regiunea de graniță parcursă de râul Shatt al-Arab, în urma intensificării atacurilor iraniene, Saddam Hussein a căutat să extindă conflictul militar pe întreaga zonă a Golfului Persic. Scopul principal a fost distrugerea capacităților iraniene de extracție și prelucrare a petrolului, limitarea exportului acestuia și terorizarea populației civile, pentru a determina liderii iranieni să înceapă negocierile. Prin limitarea exportului de petrol iranian se urmărea totodată de a exercita presiuni asupra țărilor importatoare, să determine Iranul să se așeze la masa negocierilor. În februarie și martie 1983, aviația irakiană a atacat instalațiile offshore iraniene din Golful Persic, producându-le avarii serioase, care au condus la scurgeri de petrol de cca. 7500 barili de petrol zilnic, perturbând alimentarea cu apă în Bahrein, Qatar și Emiratele Arabe Unite. Spre sfârșitul anului, Irakul a avertizat toate navele ce circulau prin zonă, să evite partea nordică a Golfului Persic, pe care a declarat-o zonă de război. Conflictul militar s-a agravat și mai mult în februarie 1984, în momentul în care Irakul a anunțat că instituie blocada asupra insulei Kharg, aparținând Iranului, unde se găsea un important terminal petrolier. Prin astfel de măsuri, Saddam Hussein încerca să șantajeze comunitatea internațională pentru a forța Iranul să înceteze războiul. Un pas important în escaladarea conflictului militar a fost făcut în septembrie 1983, prin implicarea Franței în conflictul militar, ca urmare a deciziei guvernului francez de a furniza Irakului 5 avioane de atac Super Étendard, dotate cu rachete aer-sol Exocet. Aceste avioane erau destinate distrugerii instalațiilor petroliere iraniene și atacării tancurilor petroliere. Guvernul francez a declarat că a vândut aceste avioane pentru ca Irakul să exercite presiuni asupra iranienilor să înceteze războiul. În realitate, guvernul francez se temea ca un Irak înfrânt în război nu-și va putea plăti datoriile față de Franța, datorii contractate prin achiziționarea de echipamente militare. În replică, Iranul a amenințat cu închiderea Strâmtorii Ormuz, dacă Irakul va utiliza cele 5 avioane contra instalațiilor iraniene și tancurilor petroliere. În consecință, Statele Unite au intervenit, prevenind Iranul că doresc ca Strâmtoarea Ormuz să fie deschisă traficului internațional de petrol, trimițând totodată trei nave de război în zonă, pe 13 octombrie. Noile avioane Super Étendard au intrat în luptă în martie 1984, atacând un petrolier sub pavilion grec. Ulterior, alte nave ancorate în terminalul petrolier din insula Kharg au fost atacate cu rachete. Iranul nu și-a urmat amenințarea de a închide Strâmtoarea Ormuz, deoarece ar fi periclitat propriile exporturi de petrol. Pe de altă parte, era extrem de dificil să o blocheze, dat fiindcă are aproape 12 km lățime. În schimb, a decis să adopte aceeași tactică, atacând instalațiile irakiene și tancurile petroliere. Până la sfârșitul anului, Irakul a executat 54 de atacuri aeriene, iar Iranul 18. Pe 1 iunie, Consiliul de Securitate al ONU a adoptat Rezoluția 552, prin care erau condamnate atacurile asupra navelor spre și dinspre Arabia Saudită și Kuweit. Tot atunci, Secretarul General al ONU în funcție, Javier Pérez de Cuéllar, a încercat o serie de discuții cu ambele țări pentru a se abține de la atacarea obiectivelor și populației civile, moratoriul formulat fiind acceptat de ambele țări aflate în conflict. Spre sfârșitul anului 1984, apărea tot mai evident că tactica aplicată de Irak pentru a determina Iranul să pună capăt războiului eșuase, deși afectase grav economia iraniană și exporturile de petrol. De cealaltă parte, Iranul a mutat punctele de livrare a petrolului în afara razei de acțiune a avioanelor Super Étendard. În anul următor, 1985, deși au fost lansate câteva ofensive terestre de către ambele părți, principalele ostilități s-au desfășurat pe mare și în spațiul aerian. Atacurile irakienilor asupra tancurilor petroliere au fost urmate de replica identică a Iranului, în plus, Iranul a trecut la inspectarea tuturor navelor ce treceau prin Strâmtoarea Ormuz pentru a împiedica orice transport de armament către Irak. În concluzie, strategia adoptată de Irak pentru a determina Iranul să pună capăt războiului a eșuat, deoarece, în ciuda dotării net superioare cu armament, distrugerea tuturor instalațiilor petroliere iraniene s-a dovedit a fi imposibilă.

### Creșterea implicării SUA în conflict

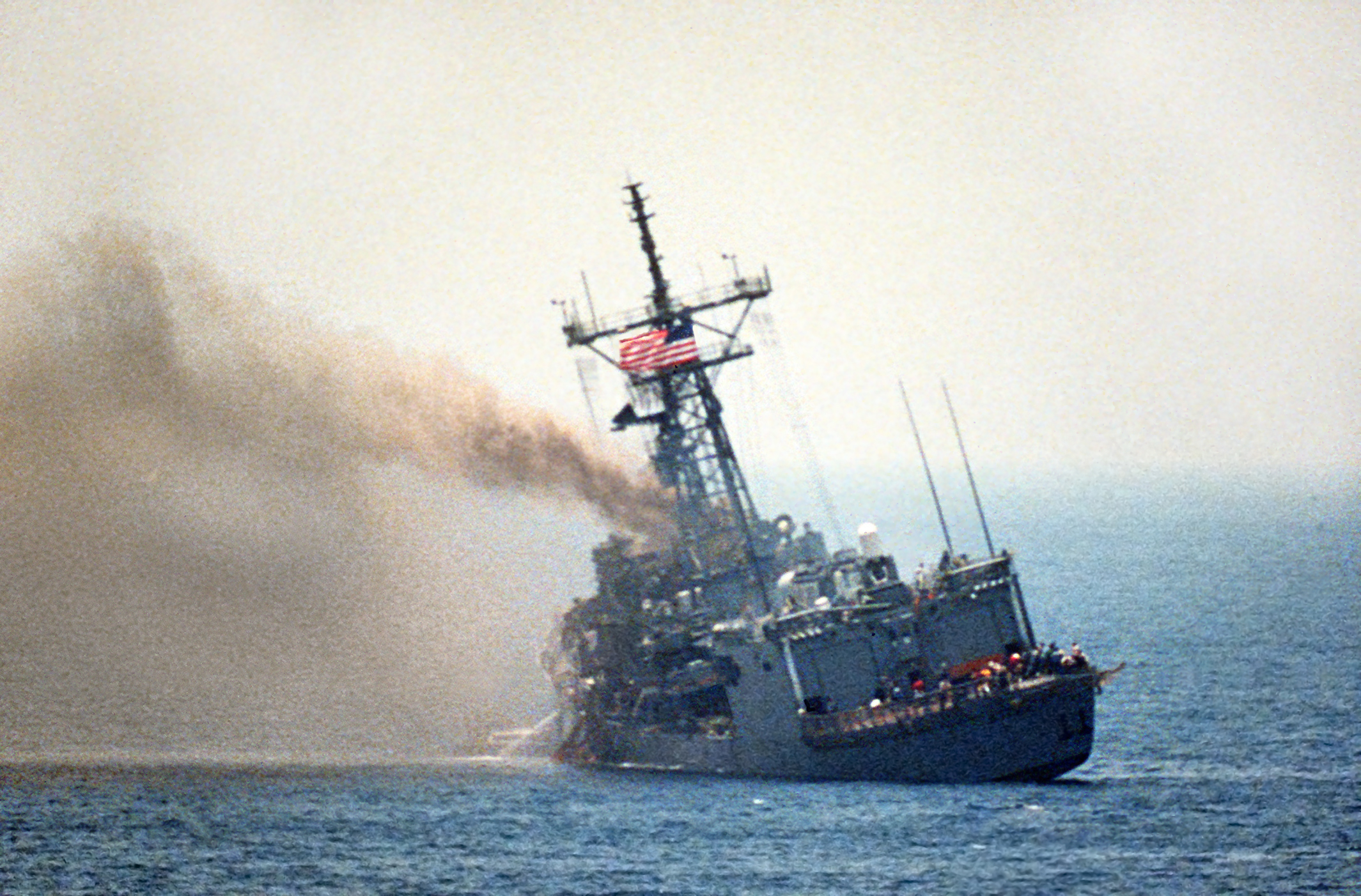
Fregata USS Stark lovită de două rachete Exocet lansate de un avion irakian

În februarie 1986, Iranul a lansat operația Wa’l-fajr VIII, care, împreună cu ocuparea peninsulei Fāʾu, au constituit cea mai mare victorie obținută de trupele iraniene de la eliberarea orașului Khorramshahr. Operația ce a urmat, Wa’l-fajr IX, a constituit un succes parțial. La rândul său, Irakul a declanșat o contra-ofensivă pentru a ridica moralul trupelor și populației. De cealaltă parte, Iranul, în ciuda costurilor ridicate și inflației galopante, și-a continuat neabătut politica militară. Alte și alte operațiuni militare au urmat spre sfârșitul anului, numite Karbalā I-IV, cu rezultate modeste. Ultima, lansată în decembrie, s-a soldat cu pierderi grele de ambele părți. Politica Iranului de continuare a războiului în ciuda solicitărilor comunității internaționale, a izolat tot mai mult republica islamică. Nimic nu părea să indice că regimul iranian ar avea vreo intenție de a pune capăt confruntării militare. Mai mult, a intensificat mobilizarea de voluntari spre sfârșitul anului 1987. Operațiunile militare au continuat, trupele iraniene declanșând alte operațiuni terestre, urmărind să provoace cât mai multe pierderi armatei irakiene, confruntată cu o lipsă acută de personal. Irakul a răspuns intensificând atacurile asupra facilităților petroliere iraniene: rafinării, depozite și terminale, urmate de replica iranienilor. Toate aceste atacuri au determinat reacția comunității internaționale, concomitent cu implicarea tot mai activă a marilor puteri în război. Dat fiindcă două tancuri petroliere kuweitiene fuseseră atacate și avariate de Iran în 1985, în ianuarie 1987, Kuweitul a solicitat ca vasele sale să navigheze sub pavilion american. La început, SUA au ezitat să răspundă afirmativ solicitării Kuweitului, deoarece ar fi însemnat implicarea directă în război alături de un inamic al Iranului, concomitent cu încălcarea neutralității declarate oficial. Cu toate acestea, SUA au decis să-și sporească prezența militară în regiune, urmate de Marea Britanie, Franța și Uniunea Sovietică. Aceste măsuri au fost justificate de instalarea de către Iran a unor baterii de rachete Silkworm de producție chineză, în apropierea Strâmtorii Ormuz. Aceste rachete erau capabile să scufunde orice tanc petrolier în trecere prin zonă. În martie, toate tancurile petroliere kuweitiene au fost înregistrate sub pavilion american. Ulterior, tancuri petroliere sovietice au fost închiriate de asemenea Kuweitului pentru a spori livrările de petrol, în compensație față de scăderea exportului de petrol din Iran și Irak. Un alt incident, care s-a petrecut în 17 mai 1987, atunci când fregata americană USS Stark a fost lovită de două rachete Exocet, lansate de pe un Mirage F1 irakian, care au omorât 37 de membri ai echipajului și au rănit alți 21, a determinat creșterea implicării SUA în război. Afirmațiile oficialilor irakieni, cum că fregata USS Stark s-ar fi aflat în zona de operațiuni militare, s-au dovedit a fi false. Nu s-a putut afla dacă atacul s-a produs la ordinul comandamentului irakian sau dacă pilotul a atacat fără ordin. Afacerea a fost ulterior mușamalizată datorită cooperării economico-militare tot mai strânse dintre americani și irakieni. Războiul a continuat cu intensificarea atacurilor irakiene, concomitant cu creșterea tensiunilor dintre Iran și Statele Unite, tot mai implicate în război alături de Irak. La început, forțele americane s-au concentrat pe izolarea Iranului, concomitent cu asigurarea unei navigații sigure în apele Golfului Persic. În replică la un atac iranian asupra petrolierului kuweitian Sea Isle City, navigând sub pavilion american, SUA au atacat platformele petroliere iraniene în 20 octombrie 1987, în cadrul operațiunii Nimble Archer. A fost criticată de asemenea minarea apelor internaționale executată de iranieni, dat fiindcă în 14 aprilie 1988, fregata americană USS Samuel B. Roberts a fost serios avariată de o mină iraniană, concomitent cu rănirea a 10 marinari americani. SUA au reacționat imediat, prin operațiunea Praying Mantis din 18 aprilie, cea mai mare angajare de forțe navale americane de după cel de-al doilea Război Mondial. În urma acestei acțiuni, două platforme petroliere iraniene au fost serios avariate și cinci nave de război iraniene au fost scufundate. Un elicopter american a fost distrus. Cazul a ajuns în fața Curții Internaționale de Justiție (procesul platformelor petroliere – Republica Islamică Iran contra SUA), acțiunea, ca și pretențiile ambelor părți fiind respinse în 2003.

### Doborârea aeronavei Airbus

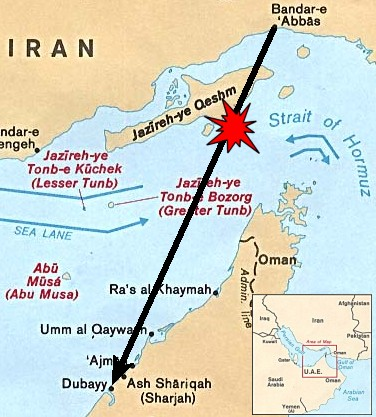
Locul prăbușirii aeronavei Airbus A300 B2-203, doborât de două rachete sol-aer lansate de pe puntea USS Vincennes

Ca urmare a escaladării implicării SUA în coflict, un incident extrem de grav s-a petrecut în data de 3 iulie 1988, dată la care avionul Airbus A300 B2-203, cu 274 de pasageri la bord, dintre care 66 copii + 16 membri ai echipajului, a fost doborât cu două rachete sol-aer lansate de pe crucișătorul marinei americane USS Vincennes. În urma atacului, toate cele 290 de persoane de la bordul avionului și-au pierdut viața, catastrofa fiind catalogată pe locul 7 în lista celor mai grave incidente aviatice din toate timpurile. Comisia internațională de anchetă a stabilit că aeronava a fost doborâtă deasupra teritoriului iranian și că a respectat traseul de zbor și toate reglementările internaționale în domeniu. Crucișătorul USS Vincennes se găsea de asemenea în apele teritoriale iraniene, încălcând teritoriul iranian fără declarație de război. Echipajul crucișătorului a declarat că ar fi confundat aeronava cu un avion de vânătoare F14-Tomcat, de cca. 3 ori mai mic decât un Airbus, aparat ce se găsea pe atunci doar în dotarea Iranului și a SUA. De asemenea, americanii au pretextat că la somațiile repetate de a se identifica, Airbus-ul nu a răspuns. Ancheta a constatat că nici nu avea cum, deoarece transponderele avioanelor de linie nu recepționează frecvențele militare. Pe lângă diferența de dimensiune, Airbus-ul era în urcare, aflându-se la cca. 4300 de metri altitudine, chestiune confirmată ulterior de înregistrările radarului Aegis Combat System de pe USS Vincennes, astfel încât profilul zborului nu putea indica un atac iminent. Anterior, SUA emisese un fel de document, o notă adresată piloților de linie (NOTAM), pentru aeronavele care nu decolau de pe vreun aeroport din zonă, care preciza că aeronavele civile riscă să fie atacate datorită “măsurilor defensive“ luate de către US Navy, în cazul în care se apropie la mai puțin de 5 mile marine (9.3 km) și la o altitudine de mai puțin de 2000 de picioare (610m) de o navă de război. Practic, în momentul lansării celor două rachete, aeronava iraniană se găsea în spațiul aerian iranian, se deplasa cu o viteză de cca. 650 km/h, mult mai scăzută decât a unui avion de atac, la o altitudine de cca. 4000m, pe o traiectorie ascendentă, și se găsea la o distanță de USS Vincennes de 11 mile marine (cca. 20 km). Raportul comisiei de anchetă a stabilit că încă de la decolare de pe aeroportul Bandar Abbas aeronava a fost detectată de către radarul AN/SPY-1 de pe USS Vincennes, de la o distanță de cca. 47 mile nautice (76 km). Investigațiile succesive, oficiale sau independente, au demonstrat împrejurările în care s-a deschis focul asupra unei aeronave civile. În primul rând, faptul că recepția semnalului IFF (Friend or Foe) la bordul navei americane era pe Mode II (militar) în loc să fie pe Mode III (civil), apoi că operatorii radar, dar și cei de pe puntea navei, au interpretat că Airbus-ul avea traiectorie descendentă, când în realitate era ascendentă, că au confundat un avion civil cu un F-14 Tomcat (formă, zgomot motor și viteză complet diferite), apoi faptul că dl. căpitan William C. Rogers III, comandantul navei USS Vincennes a neglijat semnalul IFF emis de Airbus, socotindu-l nesemnificativ. În plus, dacă ar fi avut intenții ostile, avionul ar fi trebuit în prealabil “să ilumineze” cu radarul propriu nava USS Vincennes. La cca. 19 mile marine distanță, nava USS Sides, a identificat corect pe radarul propriu Airbus-ul iranian ca fiind un zbor comercial. Majoritatea celor aflați pe puntea navei USS Vincennes au declarat că abia după explozia celor două rachete au realizat faptul că distruseseră un avion civil. Comisia de anchetă a US Navy a invocat un așa-numit "scenario fulfillment" care survine la persoanele aflate sub stress. Cu toate acestea, din raportul US Department of Defense rezultă că echipajul USS Vincennes era antrenat pentru a face față unui atac simultan de peste 100 de avioane inamice. În urma acestei acțiuni, căpitanul William C. Rogers III a fost decorat de Președintele SUA cu Legion of Merit, împreună cu întreg echipajul navei USS Vincennes, care a primit Combat Action Ribbon. SUA nu și-au recunoscut niciodată responsabilitatea. Obligate la plata unor despăgubiri în urma stabilirii clare a vinovăției în cadrul acestui grav incident, calificat oficial drept "incident aerian", în urma unui proces derulat la Curtea Internațională de Justiție, SUA au plătit o sumă de 131,8 milioane de $, reprezentând prețul avionului și o medie de cca. 200,000$/victimă, despăgubiri plătite ex gratia. Pentru comparație, Muammar al-Ghaddafi a oferit în 29 mai 2002, pentru cele 270 de victime ale atentatului de la Lockerbie (Pan Am Flight 103) o sumă de 2,7 miliarde de $, respectiv 10 milioane de $/victimă, desi responsabilitatea acestuia în atentat nu a fost niciodată pe deplin stabilită. 
Vicepreședintele SUA în exercițiu, George H. W. Bush, ulterior devenit președinte, avea să declare: 
"Nu voi cere niciodată iertare în numele SUA. Indiferent ce fapte au fost comise..." 
Doborârea aeronavei civile iraniene a avut un efect negativ asupra moralului poporului iranian, care se temea de alte atacuri americane, inclusiv cu arme de nimicire în masă, grăbind decizia liderilor iranieni de încetare a ostilităților.

### Ultimele operațiuni militare
În martie 1988, iranienii au declanșat mai multe operațiuni militare în Kurdistanul irakian, cele mai importante fiind Operațiunea Dawn 10, Operațiunea Beit-ol-Moqaddas 2 (Jerusalem 2), și Operation Zafar 7 (Victory 7), încercând să captureze barajul Darbandikhan și uzina electrică de la Lacul Dukan, care furnizau Irakului o bună parte din energia electrică și apa potabilă necesare, urmărind totodată și ocuparea orașului Suleimaniya. Liderii iranieni sperau ca prin ocuparea acestora vor obține o poziție mai avantajoasă în cadrul negocierilor de pace. Trupe aeropurtate de comando iraniene au fost parașutate în spatele liniilor de apărare irakiene, luând prin surprindere inamicul. Concomitent, elicoptere înarmate cu rachete au distrus o mare parte din tancurile irakiene, iar avioanele de atac F-5E Tiger au atacat rafinăria Kirkuk. În continuare, utilizând aceleași tactici, trupele iraniene au capturat localitatea Halabja, și ulterior o bună parte din provincie. Ca urmare a acestei înfrângeri severe, Saddam Hussein a dispus execuția a numeroși ofițeri superiori în martie-aprilie 1988. Iranienii și-au continuat ofensiva, ocupând un teritoriu de 1040 km2 și făcând 4000 de prizonieri, apropiindu-se rapid de Dukan. Disperați, irakienii au recurs la arme chimice, interzise de tratatele internaționale, declanșând cel mai nimicitor atac chimic de la începutul războiului. Anterior mai utilizaseră gaze toxice, dar nu pe scară atât de largă. Garda Republicană irakiană a lansat 700 de obuze cu încărcătură chimică, în timp ce diviziile de artilerie au lansat la rândul lor câte 200-300 obuze de același tip. Rezultatul a fost formarea unui nor greu din gaze toxice, care a omorât sau a scos din luptă peste 60% din efective, distrugând complet a 84-a Divizie Iraniană. Drept răzbunare pentru cooperarea cu iranienii, Irakul a lansat un masiv atac chimic asupra populației civile kurde din localitatea Halabja, ocupat recent de iranieni, omorând mii de oameni, printre care multe femei și copii. Iranul a adus cu elicoptere jurnaliști din toată lumea să fotografieze orașul devastat de atacurile chimice irakiene. Imaginile cu sute de femei și copii morți pe stradă au făcut înconjurul lumii. În ciuda acestor dovezi evidente, din cauza colaborării economice și militare a țărilor occidentale cu Irakul, s-a ajuns ca Iranul să fie acuzat în mass-media occidentală de aceste atacuri chimice, deși acesta nu dispunea de astfel de arme. În 17 aprilie 1988, Irakul a lansat Operațiunea Ramadan Mubarak, un atac prin surprindere contra celor 15 000 de soldați iranieni, majoritatea trupe Basij, ce apărau peninsula al-Faw, ocupată anterior. Precedat de operațiuni de diversiune în spatele liniilor iraniene, concomitent cu un puternic foc de baraj de artilerie, trupele irakiene au luat cu asalt peninsula. Toate pozițiile iraniene, puncte de comandă, depozite de muniție, puncte fortificate, au fost atacate cu iperită (gaz muștar), gaze toxice neuro-paralizante și artilerie convențională. În 48 de ore, toți combatanții iranieni au fost omorâți sau alungați din peninsulă. Și de această dată, succesul irakian s-a datorat folosirii pe scară largă a armelor chimice, interzise de tratatele internaționale. În cursul atacurilor cu gaze toxice, soldații irakieni au fost protejați de un antidot. Cu toate acestea, pierderile irakiene au fost și ele extrem de ridicate. Tactica irakiană a fost de a satura avangarda forțelor iraniene prin bombardamente de artilerie cu cianuri și gaze neuro-paralizante, în timp ce bombardierele lansau în adâncimea frontului rachete cu gaz muștar, extrem de persistent, pentru a tăia retragerea soldaților iranieni. Presat de aceste pierderi grele, Conducătorul Suprem al Iranului, Ayatollahul Khomeini a numit în fruntea forțelor armate un cleric, Ali Akbar Hashemi Rafsanjani. Acesta a ordonat un contra-atac prin surprindere asupra trupelor irakiene, care a și fost declanșat în 13 iunie 1988. Extrem de bine coordonat, atacul a ajuns să amenințe chiar palatul prezidențial din Bagdad. Irakienii au recurs din nou la gaze otrăvitoare, cu care au reușit să stopeze ofensiva iraniană. În 18 iunie 1988, Irakul a declanșat Operațiunea Forty Stars, în cooperare cu luptători aparținând organizației Mujahideen-e-Khalq (MEK), în apropiere de Mehran. În urma acestei acțiuni, în care au avut loc 530 intervenții aeriene și s-au utilizat masiv gaze neuro-paralizante, forțele iraniene au fost zdrobite, o divizie a Gărzilor Revoluționare fiind aproape distrusă. Orașul Mehran, re-capturat de la iranieni, a fost ocupat de forțele MEK. De asemenea, Irakul a atacat orașe iraniene și obiective economice, incendiind 10 instalații petroliere. În 25 mai 1988, Irakul a declanșat prima din cele patru operațiuni Tawakalna ala Allah (Credință în Dumnezeu). Operațiunile au constat în baraje de artilerie, printre cele mai puternice din istorie, urmate de atacuri chimice. Mlaștinile din zonă, fiind secate în prealabil, aceasta a permis înaintarea ușoară a tancurilor irakiene, forțând luptătorii iranieni să se retragă. A doua operațiune s-a desfășurat contra apărătorilor iranieni ai insulei Majnoon. Din nou au fost utilizate gaze toxice, majoritatea soldaților iranieni fiind omorâți. Ultimele două operațiuni Tawakalna ala Allah au avut loc în al-Marah și Khaneqan. În 12 iulie, irakienii au capturat orașul Dehloran, 40 de km în interiorul Iranului, făcând 2500 de prizonieri, împreună cu o cantitate impresionantă de echipament militar, printre care peste 570 de tancuri din cele 1000 de care mai dispunea Iranul, 430 vehicule blindate, 45 de tunuri auto-propulsate, 620 de piese de artilerie și tunuri anti-aeriene. Irakienii au părăsit ulterior orașul, împreună cu captura și prizonierii, declarând că nu doresc să ocupe un teritoriu iranian. În timpul luptelor crâncene ce au precedat încetarea focului, de cele mai multe ori, iranienii au preferat să-și părăsească pozițiile și să-și abandoneze echipamentul militar, decât să sufere pierderi umane, probabil și din cauză că irakienii au recurs totdeauna la arme chimice de nimicire în masă.

### Decizia de încetare a focului
Pe la mijlocul anului 1988, Saddam Hussein l-a amenințat pe Khomeini cu o invazie a teritoriului Iranian, urmată de atacuri masive asupra populației civile, folosind arme de nimicire în masa. La scurtă vreme după acest avertisment, irakienii au bombardat orașul iranian Oshnavieh, folosind gaze toxice, 2000 de civili fiind omorâți pe loc. Amenințarea unor atacuri chimice pe scară largă asupra centrelor dens populate din Iran a avut un rol hotărâtor în luarea deciziei de încetare a ostilităților, cu atât mai mult cu cât conducerea iraniană a constatat o indiferență totală a opiniei publice internaționale vis-à-vis de crimele de război comise de irakieni. Teama de noi atacuri chimice pe scară largă determinase deja o treime din populație să părăsească marile centre urbane. În iulie 1988, avioane irakiene au atacat satul kurd Zardan din Iran, folosind bombe cu cianuri, alte zeci de sate fiind mai apoi atacate în același mod, dar și orașe mari, precum Marivan, atacurile cu gaze toxice soldându-se cu mii de morți. Doborârea aeronavei Iran Air Flight 655, soldată cu 290 de victime, a avut de asemenea un rol hotărâtor în decizia liderilor iranieni, aceștia fiind convinși că opinia publică internațională nu va mișca un deget în cazul altor crime de război ale armatei americane. De asemenea, erau convinși că Statele Unite sunt decise să pornească un război total contra Iranului, folosind inclusiv arme nucleare. De altfel, președintele american Ronald Reagan, declarase încă din 1982 că SUA “nu-și pot permite să lase Irakul să piardă războiul cu Iranul“, cu această ocazie fiind emisă și o directivă privind securitatea națională.(National Security Decision Directive) Presat de toate aceste amenințări, în 14 iulie 1988, Comandantul Suprem al Armatei, Ali Akbar Hashemi Rafsanjani, l-a convins pe Khomeini să accepte rezoluția Națiunilor Unite de încetare a focului. Printre alte argumente a fost creșterea bugetului alocat armatei, inflația în creștere, 40-50%(1987), creșterea șomajului, 28,6%(1986), posibilitatea ca războiul să se prelungească și în deceniile următoare. S-a argumentat de asemenea, că deși Rezoluția 598 nu satisfăcea integral pretențiile Iranului, era cea mai bună ofertă la momentul respectiv, prevăzând revenirea la granițele dinainte de război. Chestiunile neprecizate urmau să fie negociate ulterior cu Irakul. În 20 iulie 1988, Iranul a acceptat termenii Rezoluției 598, declarându-și disponibilitatea de încetare a focului. Într-o alocuțiune radiodifuzată, Conducătorul Suprem, Ayatollahul Ruhollah Khomeini, a dat glas nemulțumirii și dezgustului de a fi fost obligat să ia o astfel de decizie:
“Fericiți sunt cei ce au plecat pe calea martirilor. Fericiți cei ce și-au pierdut viețile în acest iureș de lumină. Nefericit sunt eu, care am supraviețuit ca să beau din cupa cu otravă…” 
În timp ce la Teheran știrea încetării ostilităților a fost întâmpinată într-o atmosferă tristă și apăsătoare, la Bagdad lumea a ieșit în stradă să danseze. În 18 iulie, Președintele Iranului, Ali Khamene’i, a trimis o scrisoare Secretarului General al ONU, Javier Pérez de Cuéllar anunțând că Iranul acceptă termenii Rezoluției 598 a Consiliului de Securitate al ONU. Irakul a reacționat cu scepticism la declarația Iranului de acceptare a Rezoluției 598 a ONU, anunțând că războiul va continua atâta vreme cât Iranul va utiliza un “vocabular ambiguu”, declarând că va accepta un armistițiu doar atunci când Teheranul va fi de acord cu negocieri directe, continuând totodată cu atacurile asupra orașelor iraniene de graniță. Propunerea a fost acceptată de Iran după câteva zile. Încetarea focului a devenit efectivă în 20 septembrie 1988. Convorbirile de pace, desfășurate la Geneva, sub auspiciile ONU, începute 5 zile mai apoi, au ajuns rapid în impas, în chestiunea Shatt al-Arab, ambele țări manifestându-și intransigența cu privire la acest subiect. Alte runde de negocieri, desfășurate în noiembrie 1988 și în primăvara lui 1989, nu au adus nici un rezultat constructiv. Doi ani mai târziu, în 15 iulie 1990, la două săptămâni de la invazia Kuweitului, Saddam Hussein a făcut o ofertă concretă de încheiere a conflictului militar, care din punct de vedere legal nu se încheiase, anunțând că acceptă Protocolul de la Alger din 1975, că acceptă suveranitatea comună asupra cursului Shatt-al-Arab, că retrage trupele irakiene de pe teritoriul iranian și că acceptă schimbul de prizonieri. Nu a menționat absolut nimic privind despăgubirile de război și privind responsabilitatea începerii războiului. Iranul a salutat declarația lui Saddam Hussein, declarând că se opune invaziei Kuweitului, afirmând că aceasta va conduce ulterior la creșterea prezenței americane în zonă.

### Operațiunea Mersad

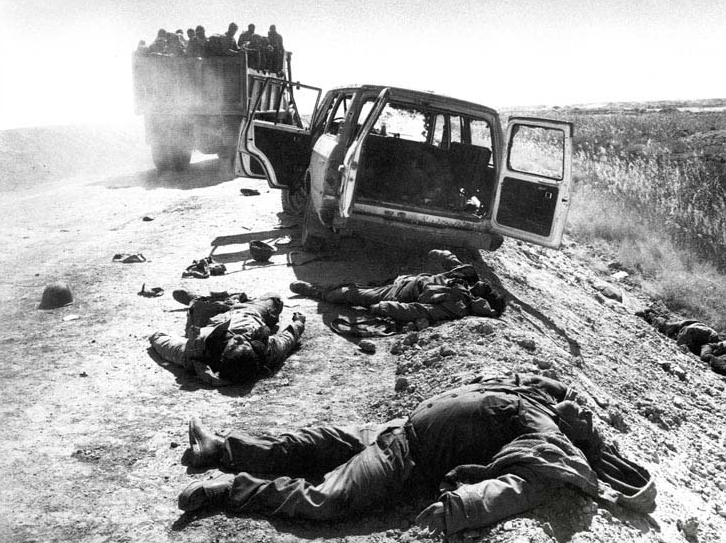
Mujahedini uciși în cursul Operațiunii Mersad

Operațiunea Mersad (Ambuscada) a fost ultima operațiune militară majoră din cadrul războiului dintre Iran și Irak, sfârșindu-se printr-o victorie categorică a Iranului. În ciuda faptului că ambele țări acceptaseră Rezoluția 598 a Consiliului de Securitate, bazându-se pe victoriile din lunile anterioare, Irakul a decis să lanseze noi atacuri asupra teritoriului iranian, urmărind ocuparea Khuzestanului și a Iranului de vest, pentru a atinge totuși obiectivele pe care și le propusese la declanșarea războiului. În consecință, Saddam Hussein, împreună cu comandamentul armatei, au decis declanșarea a trei ofensive simultan: în Khuzestan, în Iranul central și în Kurdistan. La scurt timp după ce se declarase de acord cu Rezoluția 598 a Consiliului de Securitate al ONU, armata irakiană a atacat Khuzestanul, începând cu atacuri aeriene și utilizarea de arme chimice. Imediat, trupe mecanizate susținute de aviație, artilerie și arme chimice, au pătruns în Khuzestan și au avansat rapid spre Ahvaz, Abadan și Khorramshahr. Deși slăbită, atât numeric, cât și ca dotare cu echipament de luptă, armata iraniană a reușit să se mobilizeze rapid, iar moralul trupelor, deși scăzut, a crescut rapid. Noi voluntari s-au înrolat imediat. Înaintarea irakiană a fost oprită prin lupte crâncene, adesea “corp la corp”, în apropiere de Baza Militară Hamid, în apropiere de Ahvaz. Aviația irakiană a fost anihilată de forțele aeriene iraniene în cooperare cu artileria anti-aeriană. În nord, atacul asupra Kurdistanului a fost anihilat de asemenea de forțele iraniene. În 26 iulie 1988, forțele Mujahadeen-e-Khalq (MEK), împreună cu forțele irakiene, au început atacul asupra centrului Iranului, ceea ce s-a numit Operațiunea Forough Javidan (Lumina Eternă). În timp ce trupele irakiene atacau provincia Khuzestan, forțele MEK atacau vestul Irakului, avansând în direcția Kermanshah. Iranienii își retrăseseră trupele din Khuzestan, astfel încât forțele MEK au ajuns fără probleme în Qasr-e Shirin, Sarpol-e Zahab, și Islamabad-e-Gharb, continuând în direcția Kermanshah. Forțele MEK se așteptau ca populația să se răscoale și să le sprijine înaintarea, care deja ajunsese la 145 km în adâncimea teritoriului Iranian. În acel moment, sub conducerea generalului-locotenent Ali Sayyad Shirazi a fost declanșată riposta iraniană, numită Operațiunea Mersad. Trupe aeropurtate iraniene au fost parașutate în spatele inamicului, în timp ce forțele aeriene distrugeau blindatele acestuia. Trupele iraniene au învins categoric forțele MEK în 29 iulie 1988, în orașul Kerend-e Gharb. În 31 iulie, trupele iraniene au alungat inamicul din Qasr-e-Shirin și Sarpol-e Zahab. Pierderile irakiene și ale MEK au fost de 4500 oameni, în timp ce iranienii au pierdut 400 de soldați. Ultima acțiune militară semnificativă a avut loc în 3 august 1988, în apele Golfului Persic, atunci când marina iraniană a deschis focul asupra unui cargo. În replică, irakienii au lansat încă un atac chimic asupra populației civile iraniene, ucigând un număr nedeterminat de iranieni.

### Anihilarea rezistenței kurde
În timp ce încetarea focului nu devenise încă efectivă, între mijlocul lui august și începutul lui septembrie, Saddam Hussein a decis că este momentul să lichideze revolta kurdă. În acest scop au fost mobilizați cca. 60 000 de soldați, împreună cu elicoptere de atac dotate cu armament chimic. Trupele de represiune au atacat pentru început 15 sate, omorând civili nevinovați și rebeli, fără discernământ, folosind armament greu, apoi au urmat atacuri cu arme chimice și execuții sumare. Au continuat identic în alte sate și localități. Zeci de mii de kurzi au fost alungați, fiind obligați să se adăpostească în Iran. Campania de represalii (Al-Anfal) a luat sfârșit în 3 septembrie 1988. Bilanțul : 400 de soldați irakieni și cel puțin 50 000 de civili kurzi au fost omorâți, fiind vizați cu precădere bărbații apți de luptă. Conform Human Rights Watch, campania Al-Anfal s-a soldat cu uciderea a 50 - 100 000 de civili necombatanți, printre care multe femei și copii, distrugerea a peste 4000 de sate, atacarea a cel puțin 250 de orașe și sate cu gaze toxice, distrugerea a 1754 școli, 270 de spitale și 2450 de moschei. 90% din satele kurde au fost rase din temelii. Au fost localități unde nu a scăpat nici un locuitor. Ulterior, unul din principalii responsabili, Ali Hassan Abd al-Majid al-Tikriti, Secretary General al Biroului de Nord al Partidului Ba'ath, din martie 1987 până în aprilie 1989, consilier al lui Saddam Hussein, a fost condamnat la moarte de către o instanță din Irak, în iunie 2007, împreună cu alți doi colaboratori, Sultan Hashem Ahmed și Hussein Rashid Mohammed,  pentru crime de război și crime contra umanității. Dintre cei trei, doar primul, supranumit "Ali Chimicul", a fost spânzurat în 25 ianuarie 2010.

## După încetarea ostilităților

### Pierderile umane

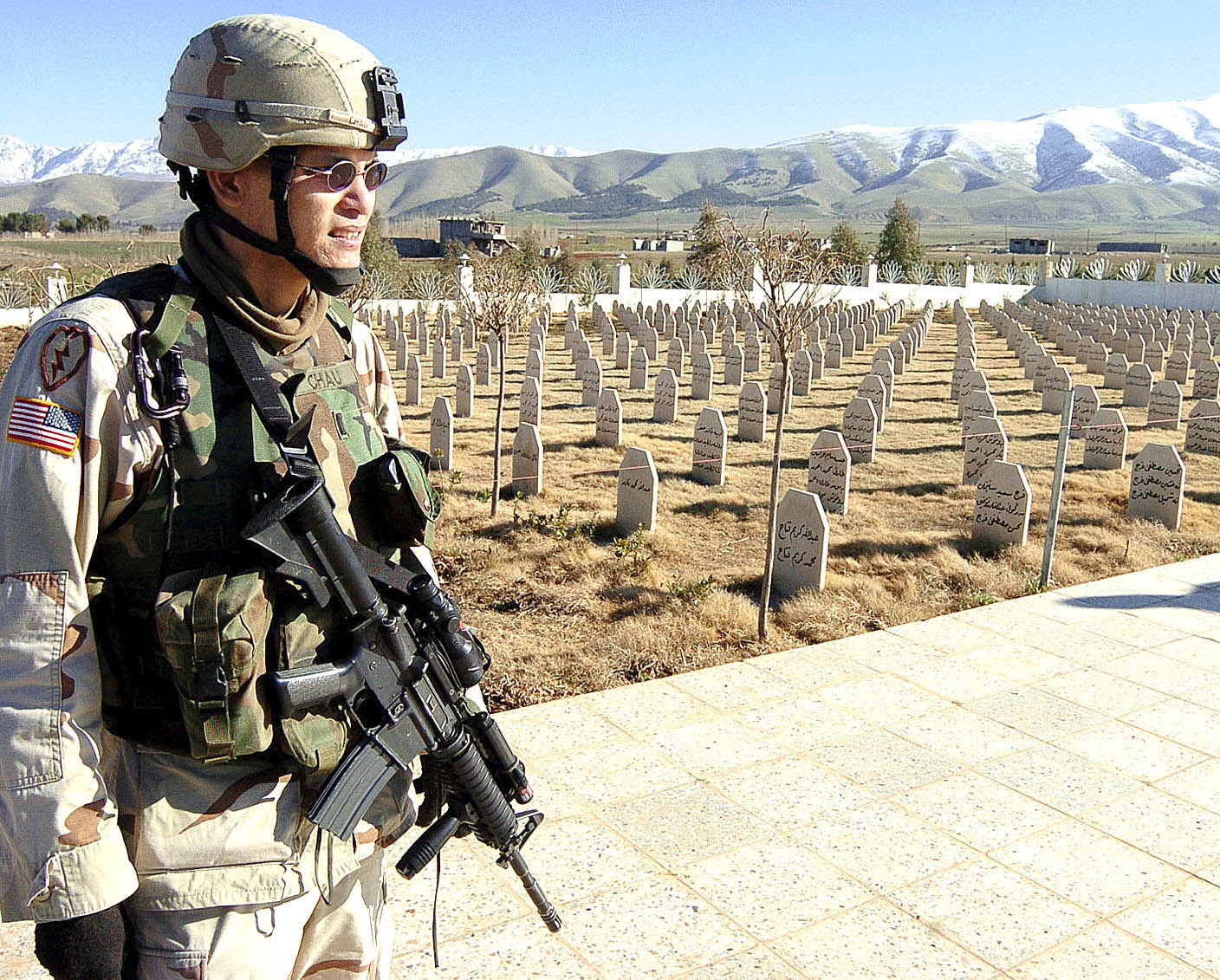
Militar american patrulând în fața cimitirului din Halabja, Kurdistanul irakian

Războiul dintre Iran și Irak a fost cel mai amplu conflict militar convențional din istorie dintre două țări în curs de dezvoltare. Pierderile Irakului au fost estimate la 105 – 200 000 de morți, 400 000 de răniți și 70 000 de prizonieri. Mii de civili de ambele părți au fost omorâți în urma raidurilor aeriene și bombardamentului cu rachete balistice. Schimburile de prizonieri au început în 1990, totuși mulți nu au fost eliberați decât după mai bine de 10 ani de la conflict. Orașe și sate din ambele țări au suferit distrugeri. Surse iraniene au declarat că pierderile suferite au fost de 200 – 220 000 de morți, (surse occidentale susțin că ar fi fost de max. 262 000 de morți), respectiv 123 220 combatanți uciși, 60 711 dispăruți, plus 11 – 16 000 de civili. Combatanții includ 79 664 membri ai Gărzilor Revoluționare și 35 170 soldați ai armatei regulate. Prizonierii de război au fost în număr de 42 875, fiind internați de irakieni în centre de detenție timp de 2,5 – peste 15 ani, după încheierea ostilităților. Conform Janbazan Affairs Organization, 398 587 iranieni au necesitat îngrijiri medicale prelungite, din care 52 195 (13%) au suferit de pe urma atacurilor cu gaze toxice. Între 1980 și 2012, 218 867 iranieni au murit ca urmare a rănilor căpătate în timpul războiului, conducând la o vârstă medie a combatanților de 23 de ani. Aceasta include și cei 33 430 civili, în bună parte femei și copii. Peste 144 000 de copii iranieni au rămas orfani ca urmare a pierderilor umane din timpul și de după război. Diverse alte surse estimează pierderile iraniene la 600 000 de persoane. De-a lungul timpului, atât Iranul cât și Irakul au manipulat cifra pierderilor umane și materiale în scopuri propagandistice. În aprilie 1988, se estimau 150 – 340 000 de irakieni morți în război, și 450 – 730 000 de iranieni. În scurtă vreme, s-a afirmat că ar fi fost peste un milion de iranieni morți. Irakienii afirmau că ar fi omorât 800 000 de iranieni, de patru ori cifra anunțată de iranieni, în timp ce cifra pierderilor proprii scădea continuu.

### Convorbirile de pace
În timp ce încetarea ostilităților a fost acceptată de ambele părți, amândouă țările și-au trimis reprezentanții la Geneva, pentru a negocia condițiile încheierii conflictului. Foarte rapid, tratativele s-au împotmolit, deoarece Irakul a refuzat să-și retragă trupele ce ocupau un teritoriu iranian de cca. 3000 de mile pătrate până când iranienii nu vor accepta suveranitatea totală asupra cursului Shatt al-Arab. Deși aceste acțiuni erau contrare Rezoluției 598 a ONU, marile puteri occidentale au continuat să susțină Irakul, demonizând Iranul prin mass-media, ca un inamic al păcii în regiune. Ca răspuns, Iranul a refuzat să elibereze 70 000 de prizonieri irakieni, de două ori mai mulți decât cei iranieni. De asemenea, a întărit blocada navală a Irakului, concomitent cu îmbunătățirea relațiilor cu țările ce sprijiniseră Irakul în timpul războiului. În consecință, în 1990, Saddam Hussein a mai redus din pretenții, cu excepția pretențiilor asupra cursului Shatt al-Arab. Încă înainte de 1990, Iranul trecuse la o înarmare masivă, cumpărând armament în valoare de 10 miliarde de $ din China și Uniunea Sovietică, cu precădere armament greu, artilerie de mare calibru, avioane, tancuri și rachete. Președintele Rafsanjani a renunțat la convingerile anterioare privind armele de nimicire în masă, considerate “unelte ale diavolului”, cerând oamenilor de știință iranieni să dezvolte un arsenal de arme chimice. Ulterior, în 1993, Iranul a ratificat Convenția privind Armele Chimice, fiind nevoit să distrugă toate stocurile de astfel de arme. Odată cu invadarea Kuweitului, Saddam Hussein și-a dat seama că a pierdut sprijinul marilor puteri occidentale și al SUA, astfel că la scurt timp după invazie, de teama unui atac al Iranului, i-a trimis o scrisoare Președintelui Rafsanjani, în care recunoștea drepturile iranienilor asupra malului de est al Shatt al-Arab, declarându-se dispus să-și retragă trupele din teritoriul iranian ocupat. Majoritatea prizonierilor de război au fost eliberați în 1990, alții însă au rămas în captivitate până în 2003. Liderii iranieni au declarat că este “cea mai mare victorie din istoria Republicii Islamice Iran”. Deși războiul dintre Iran și Irak s-a terminat indecis, mulți analiști consideră totuși că Irakul a fost în realitate adevăratul învingător, bazându-se pe rezultatele ofensivelor irakiene din 1988, uitând totuși că succesul irakian de atunci s-a datorat în bună parte ajutorului militar și financiar oferit de SUA, puterile occidentale și țările arabe din Golf, și pe utilizarea pe scară largă a armelor de nimicire în masă, interzise de tratatele internaționale. De cealaltă parte, Iranul consideră că a câștigat războiul deoarece a eliberat întreg teritoriul iranian de trupele irakiene invadatoare și și-a menținut suveranitatea asupra malului estic al Shatt al-Arab, deși Irakul era susținut de SUA, occident și țările arabe din Golf. Practic, Iranul a reușit să-și atingă obiectivele inițiale, în ciuda unui inamic mai puternic, cu aliați puternici și dotat superior cu armament de ultimă generație. Relațiile dintre Iran și Irak au rămas ambigue între 1990 și 2000, ambele părți fiind implicate în diverse mici conflicte. Irakul a continuat să adăpostească membrii Mujahedeen-e-Khalq care au făcut dese incursiuni cu scop terorist pe teritoriul Iranului până la invazia din 2003 a SUA, printre care și asasinarea generalului Ali Sayyad Shirazi în 1998, artizanul Operațiunii Mersad. La rândul său, Iranul a executat tiruri cu rachete asupra taberelor mujahedinilor din Irak, inițiind infiltrări de agenți diversioniști recrutați dintre dizidenții regimului irakian, pentru a provoca revolte contra regimului lui Saddam Hussein. Odată cu invazia americană din 2003 și cu implicarea iraniană în noul guvern irakian, câștigând influență asupra politicii irakiene, după execuția lui Saddam Hussein, se poate spune că Iranul și-a atins și scopul de a răsturna regimul acestuia.

### Bilanțul financiar
Costurile financiare ale războiului dintre Iran și Irak au fost extrem de ridicate, fiind apreciate la peste 500 de miliarde de $ pentru fiecare țară în parte, per total atingând cifra astronomică de 1,2 trilioane de $. Concomitent, creșterea economică a celor două țări a intrat în regres, iar producția și exporturile de petrol s-au diminuat simțitor. Spre deosebire de Irak, care acumulase până la sfârșitul războiului o datorie enormă, Iranul, utilizând tactici militare mult mai “economice”, a avut o datorie mult mai mică, aproape nesemnificativă față de amploarea efortului militar din cei aproape 8 ani de război. Irakul a acumulat o datorie de peste 130 de miliarde de $, agravată și de o rată scăzută de creștere a PIB. Din această datorie, 21 de miliarde erau datorate țărilor din Clubul de la Paris, 85% din această sumă fiind datorată Japoniei, Uniunii Sovietice, Franței, Germaniei, SUA, Italiei și Marii Britanii. Cea mai mare parte însă a datoriei irakiene, era față de țările arabe din regiune, Kuweit, Arabia Saudită, Qatar, Emiratele Arabe Unite și Iordania, per total atingând 67 miliarde de $. Aparent, tactica iraniană de a forța Irakul să cheltuiască tot mai mult pe armament, muniție și alimente, a avut succes. După război, Irakul a acuzat Kuweitul de foraj înclinat și furt de țiței, incitând la invazia acestuia. Ca o consecință directă, situația financiară a Irakului s-a deteriorat și mai mult, Comisia ONU pentru compensare obligând Irakul la plăți compensatorii de 200 de miliarde de $ către victimele invaziei din Kuweit, inclusiv către SUA. Pentru a obliga Irakul să plătească, acesta a fost pus sub embargou internațional, ceea ce a mărit presiunea asupra economiei, astfel că suma datoriilor atinsese 500 miliarde de $ la sfârșitul regimului lui Saddam Hussein. Această datorie enormă, combinată cu creșterea economică negativă cauzată și de sancțiunile economice, au produs un decalaj dintre suma datoriilor și PIB de peste 1000%, făcând din Irak țara în curs de dezvoltare cea mai îndatorată de pe glob. Această situație economică fără ieșire a determinat noile autorități irakiene să ceară anularea datoriilor acumulate în cursul războiului dintre Iran și Irak. Se poate trage concluzia că pierderile irakiene din cursul războiului cu Iranul, l-au împins pe Saddam Hussein să invadeze Kuweitul, declanșând următorul război din Golf.

### Progresul științific
Războiul dintre Iran și Irak a condus la importante progrese științifice și tehnologice, cu precădere în Iran, care din 2010 a avut cea mai înaltă rată de creștere a cercetării științifice din lume. Principalul impact a avut loc asupra medicinei. Medicii iranieni, confruntându-se adesea cu cazuri de plăgi craniene împușcate și pacienți aflați în comă datorită acestora, au pus la punct tehnici chirurgicale care au permis salvarea multor vieți și recuperarea ulterioară a celor răniți. Noutăți tehnologice au apărut și în cursul confruntărilor militare, cum ar fi utilizarea pe scară largă a sateliților de spionaj. De asemenea, a fost primul conflict militar convențional în care s-au utilizat pe scară largă dronele combatante, nu numai pentru observarea mișcărilor inamicului, utilizate cu precădere de Iran. Dronele utilizate erau concepute și fabricate în Iran, Mojaher 1, înarmate cu 6 rachete anti-tanc RPG-7. Utilizate inițial doar pentru observarea mișcărilor inamicului, au efectuat peste 700 de misiuni. Embargoul țărilor occidentale și SUA asupra livrărilor de arme, a determinat autoritățile iraniene să dezvolte propria producție de armament. Multe arme au fost reproiectate prin reverse engineering. Până în 1988, Iranul ajunsese să fabrice propriile rachete balistice de tip Scud (Shahab-1), Silkworm și rachete anti-navă, rachete tactice Oghab, piese de schimb pentru alte tipuri de rachete. Multe tipuri de rachete au fost introduse în Iran prin contrabandă sau pe filiere cu aparență legală, așa cum au fost rachetele aer-aer din dotarea avioanelor de vânătoare. Au fost dublate prin producție internă stocurile de muniție pentru artilerie, ca și cele pentru infanterie. De asemenea, au fost produse puternice rachete anti-tanc, pentru a compensa superioritatea irakienilor în materie de vehicule blindate și tancuri. În urma repetatelor atacuri cu arme chimice asupra trupelor și populației civile, a fost dezvoltat și produs un antidot eficient.

### Consecințe politice și militare

Programul nuclear iranian în 2014

Conflictul militar dintre Iran și Irak a netezit calea către Victoria americanilor din 1991. A fost un conflict militar în care s-au împletit tactici datând din vremea primului război mondial, cu tactici de tip nou și  cu utilizarea tehnologiei de la sfârșitul sec. 20. Trupele irakiene, obișnuite să lupte contra unui inamic slab echipat, dotat cu armament ușor, fără sprijin de artilerie și aviație, susținut de blindate ușoare, și având în plus și atuul utilizării armelor chimice, care le putea asigura o victorie aproape sigură, au fost complet depășite în 1991 de mișcările rapide ale trupelor americane, asigurate de un sprijin aerian masiv. Rachetele balistice și bombele ghidate cu laser americane au neutralizat rapid toate punctele de comandă și coordonare, iar elicopterele și tancurile au anihilat în final orice rezistență. De partea cealaltă, trupele iraniene, deși mai slab echipate, dar cu un moral ridicat, au dovedit că prin tactici ingenioase pot învinge un inamic superior ca dotare. Tancurile irakiene, care trebuiau să fie principala forță de șoc și totodată principalul suport al trupelor, s-au dovedit a fi extrem de vulnerabile în fața proiectilelor anti-tanc ale infanteriei și rachetelor anti-tanc lansate de pe avioane și elicoptere. Liderii iranieni au văzut în escaladarea războiului o oportunitate de a întări coeziunea poporului iranian, concomitent cu consolidarea revoluției islamice. Politica urmată de liderii religioși a fost de a purta un război total cu agresorul irakian, fără a face absolut nici o concesie teritorială. Deși pierderile materiale și umane au fost imense, Iranul a ieșit din război mult mai puternic decât fusese la începutul lui, cu o armată mai puternică, mai bine organizată și mai bine echipată. Odată cu execuția lui Saddam Hussein, ultimul dintre obiectivele fixate inițial de liderii religioși a fost atins. Dorința lui Saddam Hussein ca Irakul să devină cel mai puternic stat din zonă, deținând hegemonia economică și militară, nu s-a realizat. Astăzi Irakul parcurge un proces de democratizare, având încă o datorie externă uriașă, iar economia sa este la pământ. De cealaltă parte, Iranul s-a refăcut rapid după război. Industria militară iraniană produce acum rachete balistice de toate tipurile, submarine și nave de război, tancuri și alte vehicule blindate. Se bănuiește că ar încerca să dezvolte rachete intercontinentale cu rază lungă de acțiune, pornind de la o rachetă nord-coreeană Nodong. Iranul este bănuit de asemenea că ar dezvolta pe ascuns arme atomice, deși este semnatar al Tratatului de Neproliferare (TNP) a armelor nucleare. Posedă deja tehnologia necesară îmbogățirii uraniului, o uzină de conversie a uraniului în fază gazoasă și centrifuge de separare. În calitate de semnatar al TNP, comunitatea internațională cere Iranului garanții serioase și angajamentul că nu va depăși pragul de 20%, care este limita superioară pentru destinații pașnice. Până în prezent, în ciuda acuzațiilor Israelului și SUA, nu au apărut dovezi că Iranul ar fi depășit acest prag. În februarie 2007, oficiali ai IAEA (International Atomic Energy Agency) care au ținut să-și păstreze anonimatul, au deplâns faptul că majoritatea informațiilor furnizate de serviciile secrete americane s-au dovedit a fi inexacte, fără a conduce la descoperiri semnificative privind programul nuclear iranian.  Rapoartele redactate în urma inspecțiilor succesive ale experților IAEA (International Atomic Energy Agency) la facilitățile nucleare iraniene au afirmat că "IAEA nu poate să tragă concluzia că programul nuclear iranian este 100% pașnic ". Mass-media din toată lumea a încetățenit ideea că Iranul ar fi interzis accesul experților IAEA, în ciuda dezmințirilor agenției ca și a oficialilor iranieni.

## Particularități ale războiului

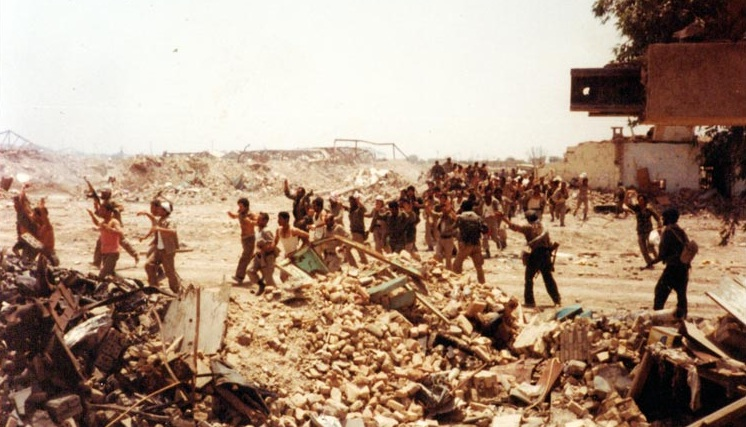
Prizonieri irakieni capturați la Khorramshahr

În momentul invaziei Iranului, trupele irakiene aveau un avantaj clar față de iranieni - o armată bine echipată de cca. 190 000 de soldați, 2200 de tancuri și 450 de avioane. Irakienii puteau mobiliza până la  12 divizii mecanizate. Dotarea cu echipament militar era preponderent de fabricație sovietică. O armată în toată regula, gata de război și cu moralul ridicat, exact ce-și dorea Saddam Hussein pentru satisfacerea ambițiilor sale militariste. De cealaltă parte, armata iraniană, care în timpul șahului Reza Pahlavi era a cincea forță militară a lumii, era în curs de dezintegrare. La nivelul trupei, rata dezertărilor atinsese 60% din efective. La nivelul conducerii însă, situația era mult mai gravă. Între februarie și septembrie 1979, 85 de generali fuseseră executați, mulți alții fiind obligați să se pensioneze. Circa 12 000 de ofițeri superiori fuseseră epurați. În ceea ce privește echipamentul militar, mare parte devenise inoperabilă din cauza lipsei pieselor de schimb. Fiecare în parte din aceste aspecte, contribuiseră la declinul operațional al armatei iraniene, ceea ce l-a determinat pe Saddam Hussein să decidă agresiunea contra Iranului. În cursul războiului ce a urmat, armata iraniană nu a reușit niciodată să atingă nivelul avut în timpul șahului. Toate aceste lipsuri păreau a fi și mai evidente la nivelul forțelor aeriene, unde majoritatea piloților fie fuseseră condamnați și executați, fie erau arestați. În momentul agresiunii irakiene, majoritatea acestora au fost eliberați pentru a lupta contra invadatorilor. Ca o compensație a declinului armatei, o nouă forță militară a început să se afirme: Gărzile de Corp Islamice Revoluționare, pe scurt și familiar - Gărzile Revoluționare, cunoscute în Iran sub numele de Sepah-e-Pasdaran. Acestea erau inițial un fel de forțe paramilitare destinate apărării noului regim, gen forțe de securitate, înarmate mai degrabă pentru lupta urbană, incapabile să facă față unei armate regulate. În timp, deși la început au refuzat să lupte alături de armata regulată, ceea ce a condus la multe insuccese, forțate de împrejurări, au trebuit să se adapteze rapid, pentru a deveni în scurt timp o armată în toată regula. Din 1982, fricțiunile cu armata regulată au început să dispară, cele două formațiuni militare declanșând acțiuni comune. O altă forță paramilitară participantă la confruntările militare a fost așa-numita “Armată a celor 20 de milioane”, cunoscută sub numele de Basij. Aceste forțe, compuse din voluntari de toate vârstele, erau mai slab echipate și antrenate decât Gărzile Revoluționare, cărora le erau subordonate. În lipsă acută de cadre de conducere, mulți ofițeri superiori au fost promovați dintre gradele inferioare. Acesta este unul din aspectele specifice ale războiului dintre Iran și Irak, confruntarea dintre o armată convențională regulată, a Irakului, cu o forță compusă din trupe regulate, gărzi revoluționare și unități de voluntari. O premieră în istoricul conflictelor militare a avut loc în septembrie 1980, atunci când forțele aeriene iraniene au atacat reactorul nuclear irakian Osirak, din apropiere de Bagdad, construit cu asistența unor specialiști francezi. A fost totodată primul atac preventiv din istorie, destinat a împiedica o eventuală dezvoltare a armei nucleare de către irakieni. Atacul a avut doar un succes parțial, reactorul fiind reparat ulterior. El va fi distrus mai târziu de către aviația israeliană, în 7 iunie 1981. (Operațiunea Opera). Distrugerea reactorului nuclear a spulberat ambițiile lui Saddam Hussein de a poseda arma nucleară. Confruntarea militară dintre Iran și Irak a fost primul conflict din istorie în care ambele părți au folosit rachete balistice.Tot în domeniul duelurilor aeriene, a fost primul conflict armat în care au avut loc lupte directe între formații de elicoptere, respectiv elicoptere irakiene Mi-25s, de fabricație sovietică, și elicoptere iraniene AH-1J Sea Cobra, de fabricație americană. Prima luptă aeriană a avut loc chiar în ziua invaziei, atunci când două elicoptere iraniene AH-1J au atacat două Mi-25 irakiene cu rachete anti-tanc ghidate prin cablu. Unul din elicopterele irakiene a fost doborât imediat, celălalt, grav avariat, s-a prăbușit ulterior. Același scenariu s-a repetat în 24 aprilie 1981, irakienii pierzând alte două elicoptere. Deși mult mai lente, elicopterele iraniene au atacat ulterior inclusiv avioane de luptă, rata pierderilor irakiene fiind de 10 la 1. Ambele părți beligerante au folosit rachete balistice pentru atacarea centrelor populate, cu precădere Irakul. În octombrie 1986, avioane irakiene au început să atace trenuri și avioane de pasageri iraniene, inclusiv un Boeing 737, în timp ce pasagerii coborau din el pe Aeroportul Internațional Shiraz. În ciuda stării de beligeranță, ambele țări au menținut relațiile diplomatice împreună cu ambasadele respective, până pe la mijlocul anului 1987.

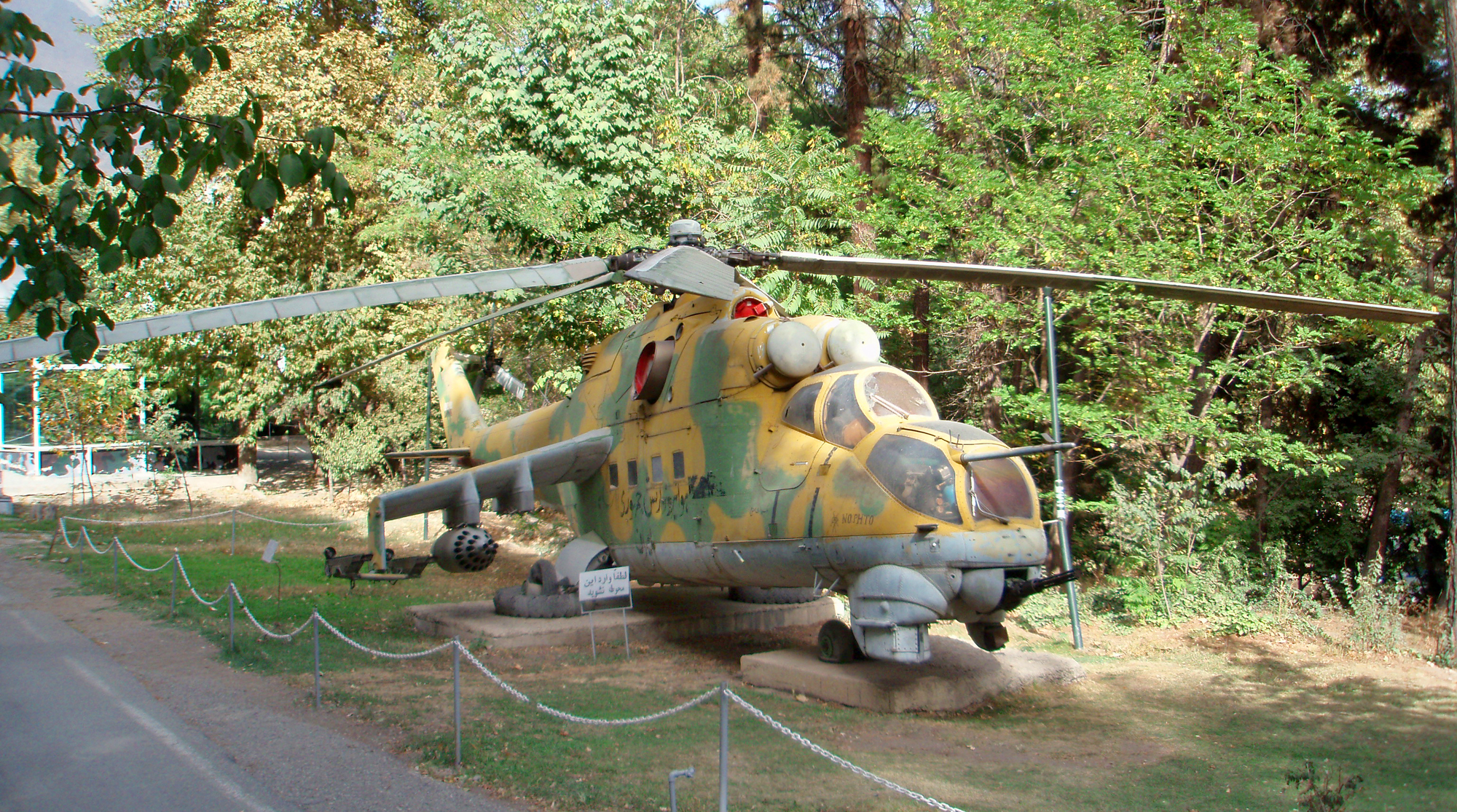
Elicopter irakian Mi24 la Muzeul din Teheran

## Atitudinea populației civile

### Iran
Odată cu escaladarea conflictului militar, liderii religioși iranieni au avut întrevăzut o oportunitate de consolidare a regimului teocratic, de a întări coeziunea poporului iranian, concomitent cu posibilitatea de a scăpa de orice opoziție internă. Războiul a fost desemnat ca Război impus ( Jang-e Tahmīlī ) sau ca Apărarea Sfântă (Defā'-e Moqaddas). Direcția adoptată a fost de a duce un război total cu agresorul irakian, concomitent cu mobilizarea întregii populații. În acest scop, a fost înființată o așa-zisă Campanie de Reconstrucție, ai cărei membri au fost dislocați în provincie, pentru a înlocui forța de muncă mobilizată pe front, asigurând producția agricolă a țării. Muncitorilor iranieni li s-a dedus o parte din salariul zilnic, pentru susținerea efortului de război. Până și copiii au trebuit să doneze în mod simbolic o parte din micile lor economii pentru a susține efortul de război. Este clar că toate aceste acțiuni au fost mai degrabă propagandistice, dat fiindcă majoritatea efortului de război era susținut prin exporturile de petrol, dar au avut un rol important în mobilizarea întregii populații în jurul liderilor religioși. De asemenea, au fost restricționate importurile de anumite produse. Pe plan politic, dat fiindcă republica islamică se găsea într-un real pericol, Irakul fiind susținut militar și economic de SUA, țările occidentale, URSS și toată lumea arabă, mai puțin Siria, singurul aliat al Iranului, regimul teocratic a căutat să se descotorosească de toate mișcările de opoziție. Dintre acestea, cea mai importantă era partidul Mujaheddin e-Khalq (Mujahedinii Poporului din Iran, pe scurt, MEK, PMOI sau MKO), o organizație revoluționară de stânga, una din forțele principale ce contribuiseră în 1979 la răsturnarea regimului șahului Reza Pahlavi. Conflictul cu tabăra ayatollahului Khomeini nu a întârziat, dat fiindcă MEK era în esență o organizație secularistă. Ayatollahul Khomeini i-a acuzat public pe mujahedini că ar fi "eclectici, contaminați de occident, ipocriți și necredincioși". Partizanii lui Khomeini, numiți hezbollahi, au început atacuri contra adunărilor MEK, asupra publicațiilor și sediilor acestora. Tensiunile au ajuns la apogeu în iunie 1981, atunci când în Teheran au început lupte de stradă între Gărzile Revoluționare și membri ai aripii radicale a MEK, lupte care s-au soldat cu sute de morți de ambele părți, și care au continuat până la începutul lui septembrie, când s-a răspândit zvonul că mujahedinii vor să răstoarne republica islamică consfințită prin referendumul din 30-31 martie 1979. Forțele de securitate loiale regimului au arestat mii de militanți ai MEK. Ca răspuns, MEK a lansat o campanie de asasinate a liderilor regimului, asasinând câteva sute de înalți oficiali până la sfârșitul anului 1981. În 28 iunie 1981, a fost asasinat Secretarul General al Partidului Islamic Republican, Ayatollahul Seyyed Mohammad Hosseini Beheshti, autorul constituției islamice, împreună cu alți 70 de înalți membri ai partidului. În 30 august, a fost asasinat președintele Iranului, Mohammad-Ali Rajai, împreună cu primul ministru, Mohammad-Javad Bahonar. Chiar actualul Lider Suprem al Iranului, ayatollahul Ali Hosseini Khamenei, a scăpat ca prin minune dintr-un atentat, rămânând cu brațul drept paralizat. Guvernul a răspuns printr-o campanie de execuții a celor suspectați că au participat la organizarea asasinatelor și activităților subversive contra regimului, campanie ce s-a sfârșit în 1985. Mulți mujahedini s-au refugiat în Irak, unde un număr de cca. 7000 au fost înarmați de Saddam Hussein pentru a lupta contra regimului islamic, constituind așa-numita Armată Națională de Eliberare a Iranului. În 26 iulie 1988, la șase zile după ce ayatollahul Khomeini acceptase încetarea focului, trupele MEK au declanșat operațiunea Foroughe Javidan (Lumina Eternă), pătrunzând pe teritoriul Iranului, distrugând complet orașul Islamabad-e Gharb. Forțele iraniene au replicat prin Operațiunea Mersad, ucigând 4500 de mujahedini. Restul s-au retras în Irak. În urma acestei acțiuni, o nouă campanie de represiune a fost declanșată de regimul de la Teheran, un număr încă nedeterminat de activiști de stânga fiind executați. O altă forță politică care se opunea pe cale parlamentară regimului teocratic, era Partidul Tudeh (Partidul Maselor din Iran), afiliat Moscovei. Partidul Tudeh spera să crească în importanță pe măsură ce regimul islamist lichida restul mișcărilor de stânga. Liderii religioși nu vedeau însă cu ochi buni ateismul marxist, și mai ales alinierea la politica unei puteri străine, respectiv URSS. În momentul în  care islamiștii au deținut majoritatea în parlament (Majlis), s-a declanșat o campanie contra membrilor partidului Tudeh, prin îndepărtarea membrilor din funcțiile oficiale deținute și interzicerea ziarului partidului. În 1982, un ofițer KGB rezident în Teheran, a fugit în Occident, livrând MI6 o serie de informații privind colaborarea conducerii Tudeh cu URSS. Informațiile au ajuns la CIA, care le-a livrat Teheranului în cadrul operațiunii ilegale Iran-Contra. În consecință, conducerea partidului a fost arestată, împreună cu mii de membri, partidul fiind practic lichidat. Odată cu lichidarea partidului comunist Tudeh, regimul islamist nu mai avea practic nici un fel de opoziție, de dreapta sau de stânga. În afară de conflictul sângeros cu MEK, regimul iranian a trebuit să facă față unei serii de rebeliuni ale minorității kurde din Kurdistanul iranian, instigate de irakieni, care susținea Partidul Democratic Kurd din Iran. Mișcările insurgenților kurzi au fost ulterior lichidate de forțele de securitate ale regimului. În 1985 au avut loc și o serie de proteste ale studenților contra războiului, care au fost lichidate rapid de autorități. Irakienii au instigat la revoltă și pe arabii din Khuzestan. Mulți arabi și kurzi au preferat să se retragă în interiorul Iranului, decât să colaboreze cu agresorii irakieni. Alții însă au ales să lupte contra propriei lor țări, așa cum a fost cazul celor 6 arabi din Khuzestan care au luat cu asalt Ambasada Iranului din Londra, în 30 aprilie 1980, luând și 21 de ostatici din personalul ambasadei plus câțiva vizitatori și un polițist. După 6 zile, văzând că cererile nu le sunt satisfăcute, teroriștii au ucis unul din ostatici, ceea ce a determinat guvernul britanic să acționeze. Un comando al Special Air Service (SAS) a pătruns prin acoperiș în clădire, ucigând imediat 5 din teroriști, eliberând ostaticii. Spre sfârșitul războiului, prin anii 1987-88, populația iraniană era deja sătulă de lipsuri și de atâția ani de război, cu atât mai mult cu cât nu se întrevedea nici o victorie categorică, atâta vreme cât SUA declaraseră că susțin necondiționat regimul lui Saddam Hussein. La toate acestea se adăuga teama de bombardamente și mai ales, de atacuri chimice, cu atât mai mult cu cât opinia publică internațională și ONU nu mișcaseră un deget pentru a condamna toate aceste crime de război comise de irakieni. În ciuda efortului propagandistic al regimului, tot mai puțini voluntari se prezentau la centrele de recrutare. Dat fiindcă tot efortul de război de până atunci se bazase pe mobilizarea întregii populații, declinul acesteia făcuse ca povara luptelor să apese în principal pe armata regulată, pentru prima dată din 1982, detronând Gărzile Revoluționare. Practic, de la operațiunea Karbala-5, Iranul nu reușise să mai lanseze nici o ofensivă majoră. Cum armata regulată se baza pe recrutare, aceasta a făcut și mai nepopular războiul, mulți tineri încercând să scape pe diverse căi de recrutare. Încă din mai 1985, avuseseră loc în 74 de orașe proteste contra prelungirii războiului. Au fost rapid împrăștiate de poliție, care a ucis și câțiva din manifestanți, dar era totuși un semnal de alarmă pentru regim. Din 1987, tot mai mulți tineri se sustrăgeau de la recrutare. În fața acestei situații, poliția, împreună cu Gărzile Revoluționare, au organizat baraje la ieșirea din marile orașe, pentru a-i captura pe cei ce încercau să se sustragă serviciului militar. Cu toate acestea, rămâneau încă extrem de mulți care susțineau că războiul trebuie continuat, până ce agresorul irakian va fi complet alungat de pe teritoriul iranian.

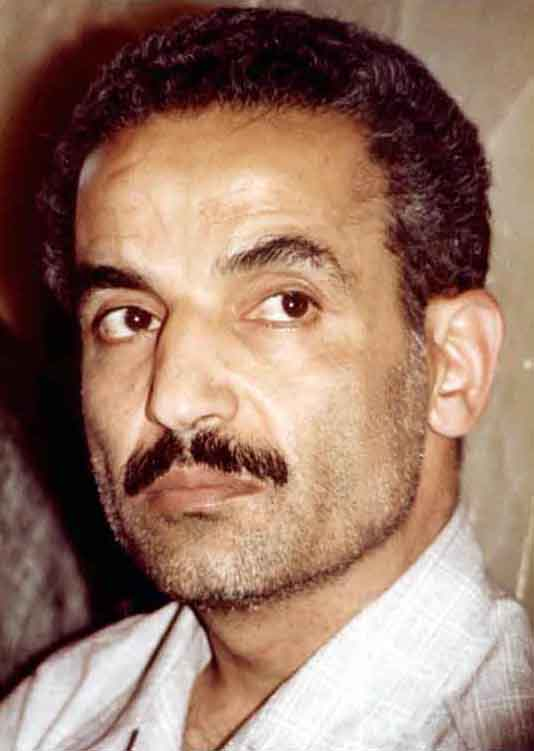
Mohammad-Ali Rajai, al doilea președinte al Iranului, asasinat de mujahedini în 1981

### Irak

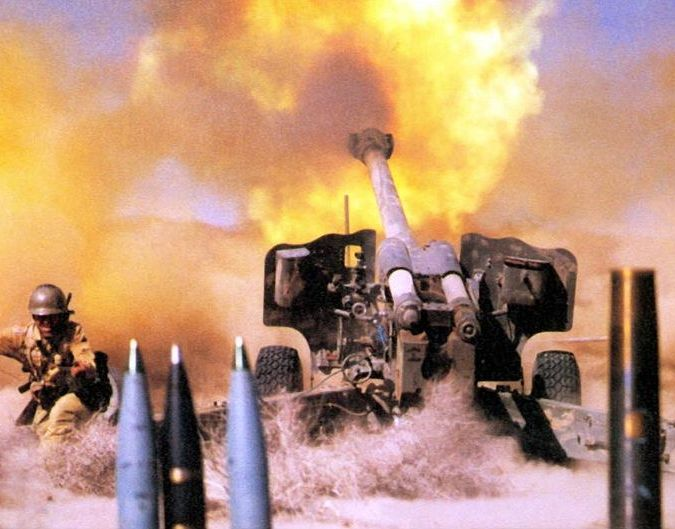
Un howitzer D-20 DE 152mm iranian

Înainte să invadeze teritoriul iranian, Saddam Hussein își luase toate măsurile pentru ca populația civilă să sufere cât mai puțin din cauza războiului. Produsele de bază erau raționalizate, fără ca populația să resimtă totuși lipsuri majore. În același timp, a extins cultul pesonalității propriei persoane, o altă formă de control și dominație asupra propriului popor. Cât despre opoziție, toate posturile cheie din partidul Ba'ath, ca și din armată, erau ocupate de rude ale sale sau de oameni devotați regimului.  În aprilie 1982, unul din puținii susținători ai Iranului, regimul Baathist din Siria, a închis conducta de petrol Kirkuk - Banias, cauzând Irakului pierderi lunare de 5 miliarde de $. După victoriile iraniene din primăvara lui 1982, obligat să se retragă, apoi după închiderea conductei Kirkuk - Banias, Irakul a pierdut astfel principala sursă de venit ce putea susține economic războiul, pierzând anual cca. 60 de miliarde de $, Saddam Hussein a fost obligat să introducă o politică de reală austeritate, specifică războiului total, întreaga populație fiind mobilizată pentru a susține efortul de război. Toți irakienii au fost obligați să doneze sânge, iar 100 000 de civili au fost mobilizați pentru a elimina trestiile și pentru a asana mlaștinile din sudul țării, care împiedicau manevrele blindatelor. Pentru a manifesta loialitatea față de dictator, tot mai dese demonstrații de masă erau organizate. S-a început totodată discriminarea față de irakienii de origine iraniană. În urma înfrângerilor severe din 1982, Saddam a început o campanie de teroare în rândurile armatei, peste 300 de ofițeri superiori fiind executați în urma diverselor erori comise în timpul luptelor cu armata iraniană. De asemenea, a început o campanie de represiune contra comunității șiite. 90 de membri ai influentei familii de clerici șiiți al-Hakim, dintre care doi membri de seamă Mohammad Baqir al-Hakim și Abdul Aziz al-Hakim se opuneau regimului lui Saddam din emigrație, au fost arestați, 6 fiind spânzurați. Represiunea împotriva kurzilor a vizat 8 000 de membri ai clanului Barzani, puși să defileze prin Bagdad, după care au fost împușcați. Începând din 1983, campania de represiune contra kurzilor irakieni s-a intensificat, pe măsură ce creștea numărul insucceselor pe câmpul de luptă, culminând cu un adevărat genocid, operațiunea al-Anfal, care intenționase să-i pacifice "definitiv" pe kurzi. În ciuda măsurilor dure de represiune ca și a regimului său dictatorial, Saddam Hussein a căutat să-și asigure loialitatea unei părți a populației șiite, primind tot mai mulți șiiți în partid și în guvern, crescându-le astfel veniturile și nivelul de trai, care erau mai joase decât ale populației sunite. A dispus de asemenea refacerea pe banii statului a mormântului Imamului Ali, cu marmoră albă importată din Italia. În același timp, a intensificat represiunea asupra majorității populației șiite, aceasta culminând cu arestarea a aproape 400 de oameni nevinovați în orașul Dujail, în urma unei tentative de asasinat asupra lui Saddam Hussein, în 8 iulie 1982. Întemnițați în sinistra închisoare Abu Graib de lângă Bagdad, au fost torturați până au mărturisit "crimele" contra regimului. Mulți au murit în timpul interogatoriilor, iar cei care au scăpat cu viață au fost exilați după eliberare. 96 din cei arestați au fost executați, mulți fiind declarați anterior de instanță nevinovați. 10 copii între 11 și 17 ani au fost transferați în altă închisoare, fiind executați în secret în 1989. Pe toată durata războiului, Saddam Hussein a căutat să se asigure de loialitatea majorității șiite, dominate în Irak de o minoritate sunită, adesea combinând ofertele generoase făcute unora cu represiunea cruntă a celorlalți. De asemenea, încă din primii ani ai războiului a căutat să se împace cu minoritatea kurdă, pentru a fi sigur de loialitatea acestei populații din zona de graniță cu Iranul. În 1983, Uniunea Patriotică din Kurdistan (PUK) a acceptat să coopereze cu Saddam, în timp ce Partidul Democratic din Kurdistan (KDP) se opunea oricărei cooperări cu regimul. Saddam a semnat un protocol de autonomie a kurzilor, pe care l-a denunțat ulterior. În consecință, din 1985, PUK și KDP și-au unit forțele, declanșând un război de gherilă contra irakienilor, ce s-a prelungit până la sfârșitul războiului.

## Crime de război

### Cadrul juridic general

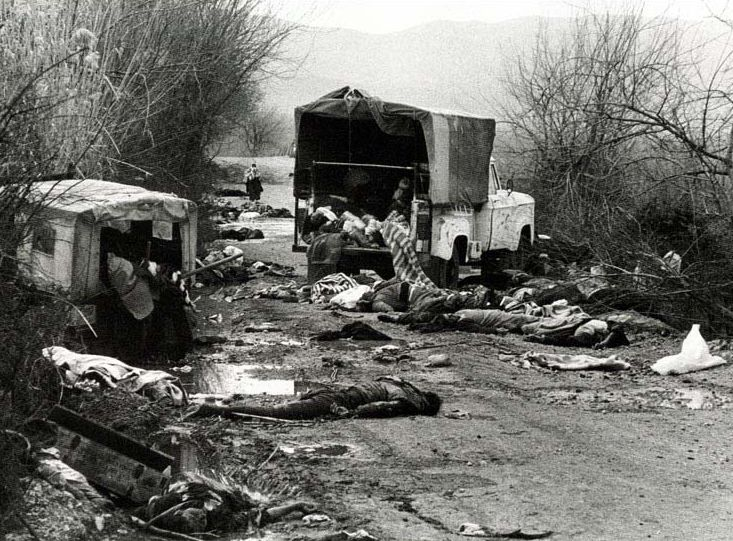
Crime de război - civili iranieni masacrați de trupele irakiene

La baza conceptului de crimă de război stă ideea că persoanele individuale pot fi făcute responsabile pentru acțiunile militare ale unei țări.  În dreptul internațional, crimele de război și cele contra umanității  sunt considerate cele cu mai grave crime pe care persoane individuale le pot comite în cadrul unui conflict militar și din această cauză nu beneficiază de prescripție. Conceptul de crimă de război este de dată relativ recentă, datând din perioada de după cel de-al doilea război mondial. Înainte de  Procesul de la Nuremberg (Nürnberg), se considera că toate atrocitățile ce însoțeau războiul, fac parte intrinsec din natura violentă a acestuia, cu exemple mergând până în antichitate, astfel încât politicienii, comandanții militari, dar și executanții scăpau cel mai adesea, iar dacă pierdeau războiul, cel mai adesea erau executați sumar. Crimele de război sunt definite de Convențiile de la Geneva și de Tribunalele de la Nuremberg, uneori și de Tribunalul Internațional Criminal de la Haga, și privesc în general abateri grave de la regulile și convențiile privind conflictele armate. În acest context, poate fi invocat și Protocolul de la Geneva din 17 iunie 1925, care interzicea utilizarea gazelor asfixiante și otrăvitoare precum și a armelor bacteriologice, și cele 4 Convenții de la Geneva din 12 august 1949. Crimele de război se împart în patru categorii distincte : crime contra păcii, crime de război propriu-zise, crime împotriva umanității și genocid. În ceea ce privește războiul dintre Iran și Irak, în cursul ostilităților au fost comise toate cele 4 categorii de crime de război. Părțile aflate în conflict militar, au fost Iranul și Irakul. La unele din confruntările armate au participat și SUA, deși oficial se declaraseră neutre. Un alt aspect al acestui conflict este că principalul responsabil, Saddam Hussein, nu a fost judecat în fața unui tribunal internațional pentru crime de război, deși exista această posibilitate, ca și material probatoriu din abundență, ci a fost condamnat la moarte pentru crimă. De altfel, în ciuda semnalelor de alarmă trase de oficialii iranieni, ca și a probelor evidente furnizate, Consiliul de Securitate al ONU a ezitat să condamne Irakul, aparent sub presiunea SUA. Singurele persoane condamnate pentru crime de război au fost Ali Hassan Abd al-Majid al-Tikriti, împreună cu doi colaboratori, Sultan Hashem Ahmed și Hussein Rashid Mohammed. De asemenea, a mai fost condamnat un anume Frans van Anraat, om de afaceri, pentru furnizarea de materii prime pentru fabricarea de arme chimice, Irakului.

### Iran
În ceea ce privește Iranul, acestuia i se impută comiterea a trei crime de război.
- Atacuri asupra navelor sub pavilion neutru, la categoria crime contra păcii. Iranul a atacat inițial nave aparținând Irakului, ca răspuns al atacului irakian de la începutul anului 1984, asupra vaselor ancorate și terminalului din insula Kharg. Ulterior a extins atacurile asupra altor nave aparținând națiunilor arabe ce susțineau Irakul. Ulterior, odată cu extinderea implicării SUA în conflict, irakienii au putut ataca în liniște orice obiectiv iranian, sub protecția US Navy. Irakienii au comis de trei ori mai multe acte de agresiune de acest tip decât iranienii.
- Minarea apelor internaționale, la categoria crime contra păcii. Pentru a descuraja inițiativa americană de a înmatricula tancuri petroliere sub pavilion american, Iranul a minat anumite porțiuni din zona internațională a Golfului Persic. Ca urmare, un tanc petrolier a fost scufundat, iar un vas de escortă american a fost avariat.
- Folosirea copiilor soldați pentru misiuni sinucigașe, crimă de război propriu-zisă. Nu au fost aduse dovezi privind această acuzație, în bună parte rezultatul dezinformării sistematice practicate de mass-media internațională.

### Irak
În ceea ce privește Irakul, acestuia i se impută următoarele crime de război:
- Agresiunea asupra Iranului din 22 septembrie 1980, fără declarație de război, la categoria crime contra păcii.
- Expulzarea de pe teritoriul Irakului a cca. 70 000 de șiiți de origine iraniană sau presupuși, urmată de confiscarea proprietăților lor, la categoria crime contra umanității.
- Represiunea de la Dujail, categoria crime contra umanității. A fost principalul cap de acuzare în procesul intentat lui Saddam Hussein, pentru care a și fost condamnat la moarte.
- Atacuri repetate cu arme convenționale, bombe de aviație, proiectile de artilerie și rachete balistice asupra populației civile iraniene lipsite de apărare, la categoria crime contra umanității.
- Atacuri asupra populației civile kurde, urmate de masacrarea fără discernământ a populației fără apărare, expulzarea celor rămași în viață, epurare etnică, este vorba despre operațiunea al-Anfal din august-septembrie 1988, soldată cu uciderea a 50 - 100 000 de civili kurzi. Categoria genocid.
- Atacuri asupra navelor neutre în Golful Persic, pentru a diminua exporturile de petrol ale Iranului. Per total, atacurile de ambele părți au avariat 546 nave, provocând moartea a 430 marinari civili. Trei sferturi din atacuri au aparținut irakienilor. La categoria crime contra păcii.
- Atacul aerian asupra  navei USS Stark, din 17 mai 1987, când un avion F1-Mirage a lansat două rachete Exocet asupra navei americane, incident în urma căruia 37 marinari au fost uciși, alți 21 fiind răniți. Ancheta a fost mușamalizată, pentru a nu periclita susținerea militară a Irakului de către SUA. Cu toate acestea, se încadrează la crime contra păcii, pentru că pilotul știa că nu este vorba despre o navă iraniană.
- De departe, cea mai gravă dintre crimele de război imputate Irakului este folosirea pe scară largă fără precedent în istorie a armei chimice, atât împotriva armatei iraniene, cât și asupra populației civile, violând clar Protocolul de la Geneva din 1925. Au fost utilizate cu precădere gaze iritante și vezicătoare (iperită - gaz muștar), substanțe neuro-paralizante (tabun și sarin), și pe scară mai redusă cianuri (agent sanguin). În 30 martie 1984, Iranul a emis primele acuzații în plenul ONU, după ce experții ONU se puseseră în unanimitate de acord asupra utilizării armelor chimice în războiul dintre Iran și Irak.  Un an mai târziu, în 25 aprilie 1985, Consiliul de Securitate al ONU a emis o declarație în care arăta că "este oripilat de utilizarea armelor chimice contra forțelor iraniene în cursul lunii martie 1985".[25] Declarația nu nominaliza Irakul, iar SUA s-au abținut de la vot. Comunitatea internațională n-a reacționat în nici un fel atunci când aceleași arme chimice au fost utilizate asupra kurzilor din Irak. Aparent, SUA și-au exercitat influența asupra Consiliului de Securitate pentru a evita condamnarea Irakului. Atacurile cu arme chimice nu au fost reacția disperată a irakienilor față de riposta trupelor iraniene, așa cum încă se mai susține, armele chimice au fost utilizate încă din primele zile ale războiului, primul atac fiind semnalat în timpul luptelor din jurul localității Susangerd.[38]  Într-un raport declasificat în 1991, CIA estimează că Iranul a suferit cel puțin 50 000 de pierderi datorită utilizării armelor chimice, în timp ce conform altor estimări, numărul total al victimelor ajunge la 100 000. Nu au fost incluse aici victimele civile, alte zeci de mii, și nici urmașii celor gazați fără să fi fost uciși, care au dezvoltat boli de sânge, de piele și respiratorii. Numai prin folosirea gazelor neuro-paralizante, 20 000 de soldați au fost uciși pe loc. În 2002, 5000 din cei 90 000 supraviețuitori ai atacurilor chimice, erau încă sub tratament, în timp ce alți 1 000 erau încă în spital.[39] În 28 iunie 1987, bombardiere irakiene au atacat orașul iranian de graniță Sardasht, folosind bombe cu iperită (gaz muștar). A fost primul atac chimic din istorie asupra populației civile. Un sfert din cei 20 000 de locuitori ai orașului au suferit arsuri sau alte leziuni, 113 fiind omorâți pe loc. Atacul a permis testarea noului gaz muștar "prăfos", mai agresiv decât cel clasic, dezvoltat de curând în laboratoarele irakiene. Leziunile interne produse de acest gaz, provocau suferințe întinse pe zeci de ani.[40] Efectul acestui atac asupra iranienilor a fost teribil. De teama atacurilor chimice, multe orașe au fost părăsite de majoritatea locuitorilor. Au urmat alte și alte atacuri asupra populației civile, cel mai cunoscut și mediatizat fiind cel din Halabja, din 16 martie 1988, care a produs 3500 - 5000 de morți și un număr dublu de răniți. Iranienii au invitat ziariști din toată lumea să fotografieze, iar imaginile terifiante cu copii morți pe străzi au făcut ocolul lumii. Reacția opiniei publice internaționale a fost însă nesemnificativă, Iranul fiind perceput ca agresor în urma campaniei orchestrate de mass-media americană. Irakienii, prin vocea ministrului de externe, Tariq Aziz, i-au acuzat pe iranieni de atacul chimic. SUA, de asemenea, continuă și azi să-i acuze pe iranieni de atacul chimic din Halabja.[41] Acuzațiile contra iranienilor au fost emise de un analist al CIA,  Stephen C. Pelletiere, istoric al războiului dintre Iran și Irak. Acesta se bazează pe faptul că victimele din Halabja prezentau o colorație albăstruie a pielii, ceea ce indică utilizarea unor agenți sanguini(de tipul cianurilor gazoase sau lichide), care nu se găseau în dotarea armatei irakiene, în timp ce Iranul, deși nu poseda arme chimice, avea capacitatea de a fabrica astfel de agenți sanguini. Pelletiere afirmă că atacul chimic ar fi fost înscenat de iranieni, pentru a da vina pe irakieni și pentru a oripila opinia publică. Aserțiunile lui Pelletiere sunt contrazise de concluziile experților și supraviețuitorilor atacului - la Halabja nu s-au utilizat numai agenți sanguini, ci și iperită și substanțe neuro-paralizante, adesea în combinație. Ulterior, irakienii au utilizat fără nici un dubiu agenți sanguini, un exemplu ar fi atacul din iulie 1988 asupra satului kurd Zardan. Irakienii, chiar dacă nu posedau agenți sanguini, puteau să-i procure în mod ilegal. Joost Hiltermann, principalul raportor pentru Human Rights Watch între 1992-94, a studiat timp de doi ani toate documentele referitoare la masacru, făcând inclusiv analize la fața locului. Toate acestea conduceau la concluzia că irakienii sunt autorii masacrului și că SUA, în mod deliberat, au căutat să acopere crimele irakienilor.[42] Concluziile lui sunt confirmate și de un expert în domeniu, Dr. Jean Pascal Zanders, Project Leader la Chemical and Biological Warfare Project la Stockholm International Peace Research Institute, care a investigat masacrul, ajungând la aceeași concluzie: responsabilitatea aparține 100% Irakului.[43] Cu toate acestea, presa americană acuză ambele țări deopotrivă de utilizarea armelor chimice.[44] Materiile prime și tehnologia necesară dezvoltării armelor chimice au fost obținute de Saddam Hussein din diverse țări. Materii prime au fost furnizate de Singapore, Olanda, Egipt, India și Germania de Vest. Alții au furnizat fără nici o problemă liniile de fabricație necesare, așa cum a fost firma Kim Al-Khaleej din Singapore, cu filială în Emiratele Arabe Unite, care a furnizat materia primă pentru VX, sarin și iperită, împreună cu liniile de fabricație. La fel a procedat și firma Karl Kolb GmbH din Germania de Vest, Alcolac International din SUA și Phillips, care au furnizat Irakului thiodiglycol, deși știau foarte bine că acesta servește la producția iperitei. Exportul de astfel de substanțe a fost aprobat de președintele SUA, Ronald Reagan, care a cerut Departamentului de Stat să elimine Irakul de pe lista statelor care sponsorizează terorismul. În ceea ce privește vectorii necesari transportului la țintă a gazelor toxice, proiectile, bombe și rachete, ca și a echipamentului de lansare de pe bombardiere, acesta a fost furnizat de țările occidentale. În 23 decembrie 2005, un tribunal din Olanda, l-a condamnat pe Frans van Anraat la 15 ani închisoare pentru că ar fi vândut chimicale servind la fabricarea de arme chimice lui Saddam Hussein. A fost singurul occidental condamnat pentru a fi facilitat obținerea armei chimice de către regimul lui Saddam Hussein.

### SUA
În ceea ce privește SUA, sunt incriminate trei evenimente grave: 
- Doborârea aeronavei Airbus A300 B2-203, zborul 655 al companiei IranAir de către două rachete sol-aer SM-2MR, lansate de pe puntea crucișătorului USS Vincennes, incident soldat cu moartea tuturor celor 274 de pasageri + 16 membri ai echipajului și distrugerea aeronavei, incident survenit în 3 iulie 1988.
- Operațiunea Nimble Archer din 19 octombrie 1987, în care SUA au atacat două platforme petroliere iraniene din Golful Persic, ca răspuns la atacul iranian cu rachete asupra petrolierului kuweitian MV Sea Isle City, ce naviga sub pavilion american, pretextând că cele două platforme petroliere serveau drept bază și centru de comandă pentru atacuri ale iranienilor.
- Operațiunea Praying Mantis din 18 aprilie 1988, în care SUA au atacat două platforme petroliere iraniene, în interiorul apelor teritoriale iraniene, distrugându-le complet, împreună cu mai multe nave militare iraniene, în principal o fregată și o canonieră, 66 de marinari iranieni fiind uciși, ca răspuns la avarierea unei nave militare americane (USS Samuel B. Roberts) în zilele precedente, de către o mină marină plantată de iranieni. Disproporția de forțe a fost uriașă, SUA intervenind cu un portavion, un doc amfibiu, un crucișător purtător de rachete, 4 distrugătoare și 3 fregate.

Intervenția militară a SUA în războiul dintre Iran și Irak, după ce anterior își declaraseră neutralitatea, a fost pretextată ca fiind destinată a proteja transportul maritim de petrol în apele Golfului Persic. În realitate, SUA au sprijinit cu toate forțele de care dispuneau Irakul, pentru ca acesta să nu piardă războiul cu Iranul. SUA credeau că o victorie iraniană ar fi perturbat echilibrul de forțe în zonă și ar fi afectat serios interesele americane, SUA neavând capacitatea să se apere, în cazul în care și alte state din golf ar fi fost atrase în conflict, Emiratele și Arabia Saudită de partea Irakului, și Siria de partea Iranului. O victorie categorică a iranienilor asupra Irakului, ar fi cofirmat hegemonia Iranului asupra zonei, interesele americane privind petrolul arab fiind periclitate. 
Dacă operațiunea Nimble Archer s-a desfășurat asupra a două platforme maritime iraniene dezafectate în urma atacurilor irakiene anterioare, celelalte două, doborârea zborului 655 și operațiunea Praying Mantis, soldate cu victime, s-au desfășurat în apele teritoriale iraniene, înscriind cele două acțiuni în categoria agresiunii militare fără declarație de război. Ambele acțiuni nu aveau nici o legătură cu protecția transportului maritim în Golf. Ele au apărut încă de atunci ca provocări ala US Navy pentru a obține în cazul unei eventuale riposte iraniene un pretext (casus belli) pentru a intra în război contra Iranului alături de Irak. Deși inițial au negat că USS Vincennes se afla în apele teritoriale iraniene, declarațiile înalților oficiali au fost dezmințite de ancheta făcută de International Civil Aviation Organization (ICAO). Nava USS Vincennes se găsea în interiorul apelor teritoriale iraniene, încălcând toate reglementările internaționale în domeniu. Chiar dacă aeronava iraniană ar fi fost un avion militar și ar fi avut intenții agresive, USS Vincennes nu avea nici un drept să o atace, deoarece se găsea pe teritoriul iranian. Oficialii US Navy au declarat că William C. Rogers III, căpitanul USS Vincennes a acționat conform regulamentelor US Navy ce impuneau comandanților marinei militare să ia toate măsurile necesare protejării navei și echipajului contra unei agresiuni. Problema e că USS Vincennes era agresorul, și nu aeronava de pasageri iraniană, deoarece crucisătorul american încălcase teritoriul iranian fără declarație de război. O anchetă ulterioară independentă,  dar și declarațiile amiralului William Fogarty, cel care a condus ancheta US Navy asupra incidentului, finalizată cu un raport intitulat "Formal Investigation into the Circumstances Surrounding the Downing of Iran Air Flight 655 on 3 July 1988", declasificat doar parțial, au demonstrat că USS Vincennes folosea o navă "momeală", un vas liberian fantomă (Stoval), care transmitea mesaje false menite să atragă într-o ambuscadă navele de pază de coastă iraniene. Iranienii au intuit intențiile americanilor, și au adus toate cele trei cazuri de agresiune în fața Curții Internaționale de Justiție, acuzând SUA de "atac deliberat  și criminal" asupra unei aeronave civile, în cazul zborului 655, și de violarea tratatului comercial din 1955 dintre cele două țări, în cazul celor două atacuri asupra platformelor petroliere. În cazul aeronavei Airbus, Curtea Internațională de Justiție (International Court of Justice, ICJ pe scurt, principalul organ judiciar al ONU localizat la Haga, Olanda) a evitat să se pronunțe asupra naturii incidentului, confirmând doar că răspunderea aparține integral SUA, obligând guvernul american la plata unor despăgubiri compensatorii. În ceea ce privește atacurile asupra platformelor petroliere, ICJ, în 6 noiembrie 2003, cu 14 voturi pentru și două împotrivă, a decis că deși cele două acțiuni militare reprezintă un "act ilegal de folosire a forței militare", deoarece nu serveau asigurării traficului prin apele internaționale, nu violau termenii tratatului din 1955 dintre cele două țări, respingând totodată cererile de despăgubire ale Iranului. Cele trei acțiuni militare americane, dintre care ultimele două au fost definite de ICJ ca agresiune, au avut un efect devastator asupra moralului populației iraniene, determinând liderii iranieni să înceteze războiul.

## Susținători și aliați

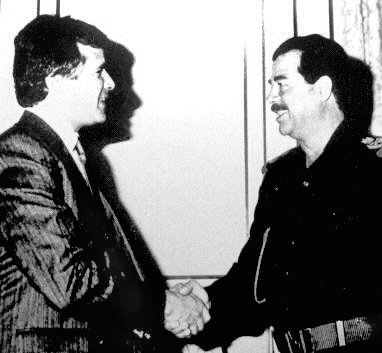
Saddam Hussein la o ceremonie în SUA în cadrul căreia a fost declarat cetățean de onoare al orașului Detroit

Pe toată durata războiului, Irakul, deși sub regimul unui dictator sângeros și agresiv, a fost privit cu îngăduință, atât de către statele occidentale, cât și de către URSS și SUA, ca un factor de echilibru în zonă, care putea contracara influența iraniană, considerată drept factor destabilizator. URSS nu putea vedea cu ochi buni revoluția islamică, temându-se ca aceasta să nu molipsească musulmanii din republicile sovietice vecine cu Iranul, și cu atât mai puțin eliminarea din cursa pentru putere a partidului Tudeh, aservit Moscovei. Uniunea Sovietică avea de asemenea interese economice, fiind principalul furnizor de arme al Irakului, alarmându-se de fiecare dată când Saddam căuta alți furnizori pentru armele de care avea nevoie. De asemenea, spera într-o eventuală alianță cu Iranul, în cazul în care acesta ar fi câștigat partida, din această cauză, retorica anti-iraniană a Kremlinului nefiind prea virulentă. În ceea ce privește Statele Unite, la începutul conflictului, relațiile cu ambii beligeranți erau nesemnificative, cu Iranul datorită ostilității reciproce, ajunse la paroxism în timpul crizei ostaticilor, iar cu Irakul, datorită legăturilor strânse ale acestuia cu Kremlinul și ostilității acestuia față de Israel. După respingerea irakienilor și refuzul lui Khomeini de a pune capăt războiului, temându-se de extinderea acestuia prin atragerea altor state din Golf, dar și de creșterea influenței Iranului în zonă, SUA au întins o mână Irakului, începând prin reluarea relațiilor diplomatice în 1984 și scoaterea acestuia de pe lista țărilor ce finanțau terorismul, urmând ca treptat să-i furnizeze sprijin militar, pentru a-l scoate de sub influența Kremlinului. În 1982, Henry Kissinger, pe atunci Secretar de Stat, a precizat poziția SUA față de Iran:
În momentul de față, presiunea iraniană se concentrează asupra Irakului. Există puține guverne în lume, mai puțin demne de sprijinul nostru și mai puțin capabile de a-l utiliza. Odată ce Irakul va câștiga războiul, teama existentă în Golf și temerile privind interesele SUA vor fi mai mici decât sunt azi.  Cu toate acestea, având în vedere importanța echilibrului de putere în zonă, este în interesul nostru de a promova o încetare a focului în acest conflict; chiar dacă asta ne va costa o eventuală excludere a posibilității unei apropieri de Iran, chiar în eventualitatea că un regim mai moderat va înlocui regimul ayatollahului Khomeini sau dacă guvernanții actuali ai Iranului se vor trezi la realitate, pentru a admite că principala amenințare la adresa independenței Iranului vine din partea țării cu care au o frontieră de 2400km: Uniunea Sovietică. O apropiere de Iran, bineînțeles, va trebui să aștepte cel puțin renunțarea acestuia la aspirațiile către hegemonia în zonă.
Richard Murphy, asistentul Secretarului de Stat pe durata războiului, în 1984, a depus o mărturie în fața Congresului SUA, afirmând că administrația Reagan credea că o victorie, fie a Iranului, fie a Irakului, nu este "nici fezabilă, nici de dorit din punct devedere strategic".
Sprijinul american acordat Irakului a fost totuși substanțial, în ciuda declarațiilor oficiale, constând în ajutor tehnologic militar, furnizarea de arme de nimicire în masă, chimice și biologice, furnizarea de echipament militar convențional, sprijin informațional prin informații privind mișcările de trupe ale iranienilor, asigurat prin sateliții de spionaj și rețeaua informativă a CIA. De asemenea, reprezentanții SUA și Angliei au blocat în Consiliul de Securitate al ONU, orice rezoluție ce condamna folosirea de către Irak a armelor chimice, fie contra iranienilor fie contra propriilor cetățeni. În 1985, SUA au vândut Irakului 8 tulpini de antrax. Pornind de la aceste tulpini, Irakul a încercat să dezvolte eventual arme bacteriologice. Peste 30 de țări au acordat sprijin Irakului, Iranului, și uneori ambelor părți. De departe însă, Irakul a primit cel mai consistent sprijin extern, atât militar, cât și financiar. Pentru a contracara blocada occidentală, Iranul a pus la punct mai multe filiere extrem de complicate, pentru a putea să-și procure materiale critice și piese de schimb pentru tancuri, elicoptere și avioane.

### Iran

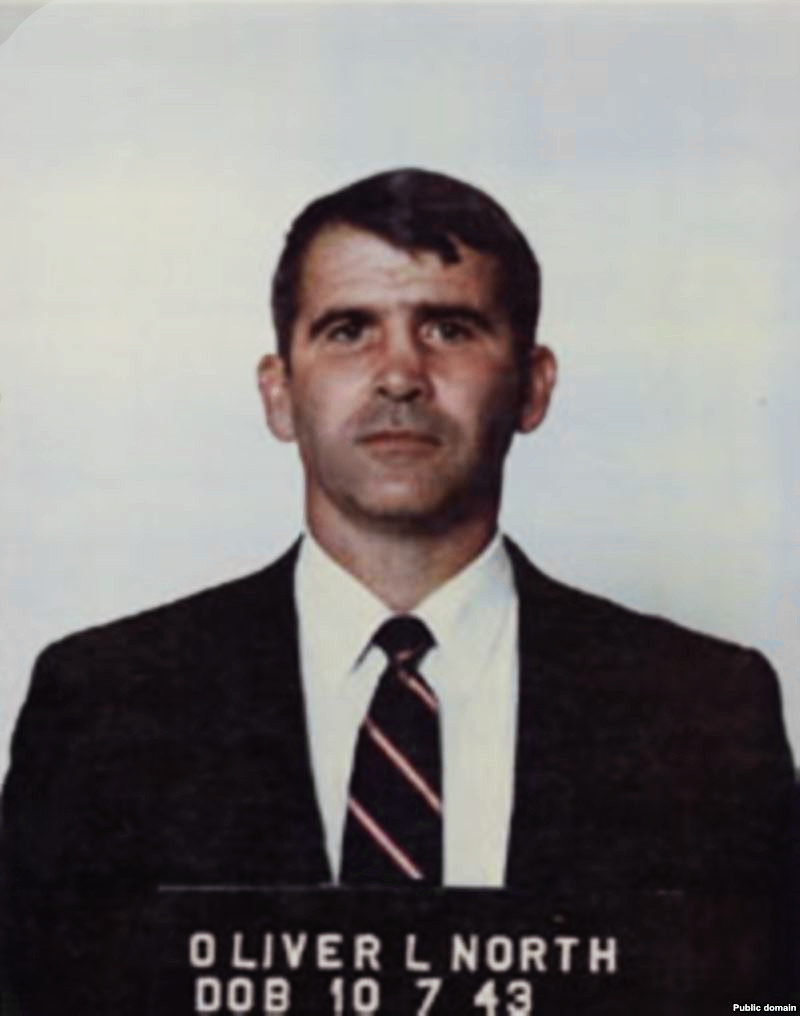
Oliver North - principalul artizan al afacerii Iran-Contras în momentul arestării

Cu toate că SUA s-au implicat direct în conflictul militar, angajând lupte cu forțele armate iraniene, invocând libertatea navigației în Golful Persic drept casus belli, în ciuda faptului că și-au declarat neutralitatea încă de la începutul conflictului, pe cale ilegală, au sprijinit indirect Iranul, printr-un program complex de furnizare de armament, care ulterior a fost numit Afacerea Iran-Contras. Americanii doreau ca în schimbul armelor, liderii iranieni să-și folosească influența pentru a obține eliberarea unor ostatici americani deținuți de grupări teroriste în Liban. Banii obținuți din tranzacție urmau a fi folosiți pentru înarmarea luptătorilor contras care luptau contra regimului sandinist din Nicaragua. Afacerea s-a transformat într-un uriaș scandal internațional. Primele informații privind această afacere au venit chiar din Liban. Pe 25 noiembrie, într-un ziar libanez a apărut o știre de senzație, conform căreia SUA livrau în secret arme Iranului, deși oficial instituiseră un embargou extrem de sever cu privire la livrările de arme către acesta. Ulterior s-a aflat că afacerea fusese pusă la punct de către doi înalți oficiali ai administrației, membri ai Consiliului National de Securitate al SUA, Oliver North si John M. Poindexter. Inițial, președintele american a negat orice fel de implicare în această afacere. Anchete ulterioare, deși nu au putut stabili pe deplin gradul de implicare al acestuia, au ajuns la concluzia că acesta este cel puțin responsabil pentru acțiunile subordonaților săi și că avea cunoștință de anumite detalii ale afacerii. În 1990, în cartea sa autobiografică, An american life, Ronald Reagan recunoaște că a autorizat personal livrările de arme către Israel, intermediar al afacerii. Oliver North, unul din principalii responsabili, a afirmat ulterior că Ronald Reagan cunoștea majoritatea detaliior acestei acțiuni. Afacerea a afectat serios administrația americană, Ronald Reagan suferind cea mai drastică scădere de popularitate din toată istoria SUA, de la 67% la 46%. O parte din cei condamnați pentru organizarea acestei afaceri, au fost grațiați de către președinte George H. W. Bush, în ultimele zile ale administrației sale, în 24 decembrie 1992. Datorită embargoului extrem de sever instituit de către SUA și statele occidentale, Iranul a putut cumpăra armament doar din Coreea de  Nord, care a devenit unul din principalii furnizori pe toată durata războiului. De asemenea, coreenii au acționat adesea în calitate de mediator în comerțul cu armament între Iran și restul statelor din blocul comunist. Alți furnizori importanți au fost China și Libia.

### Irak

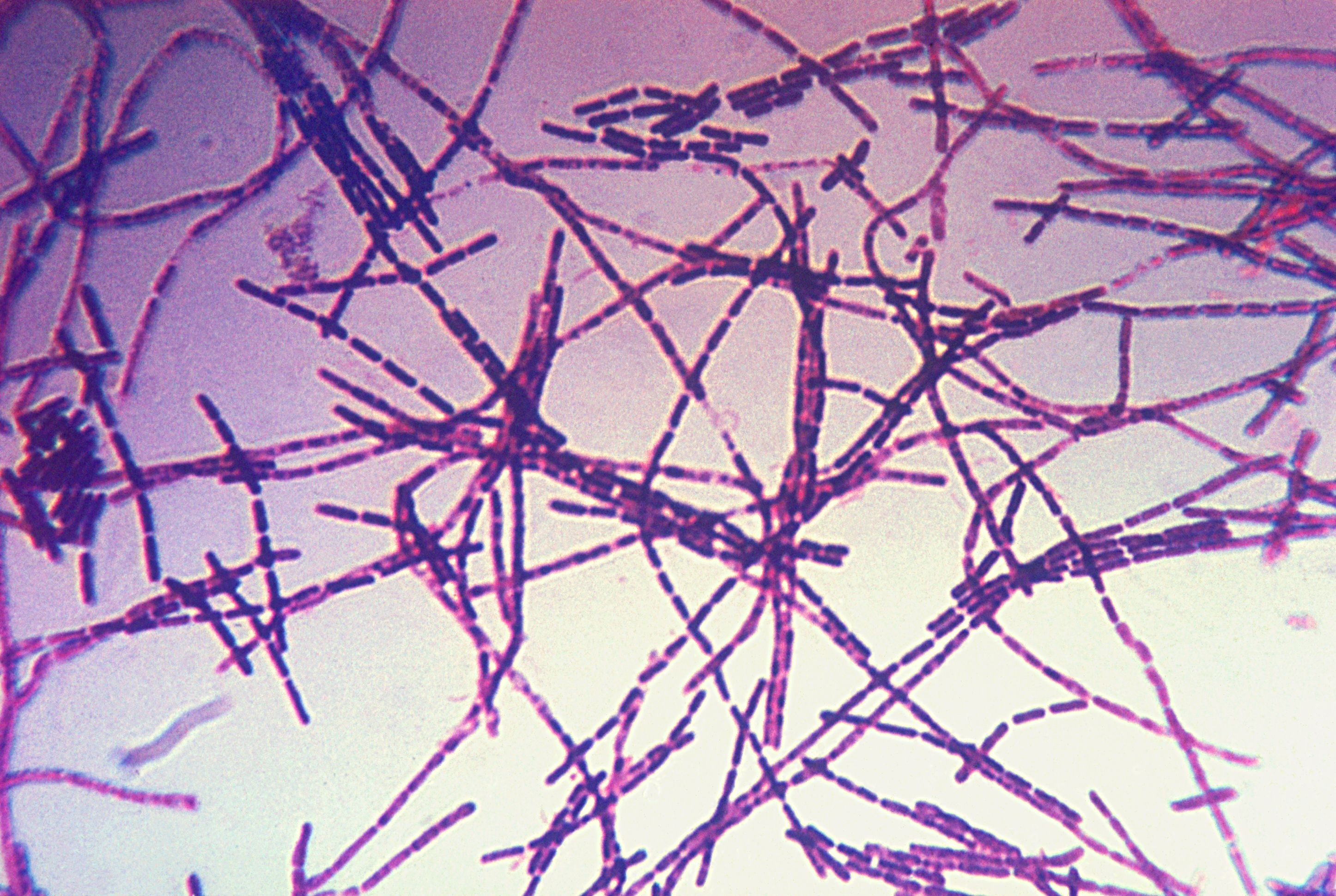
Irakul a cumpărat din SUA în 1985 8 tulpini de antrax

Principalii furnizori de armament ai Irakului au fost în ordine Uniunea Sovietică, China și Franța, care au totalizat împreună aproape 90% din valoarea importurilor de armament, după cum afirmă oficiali ai  Stockholm International Peace Research Institute.(SIPRI) Conform datelor publicate de SIPRI, la un export de armament către Irak în valoare totală de 29,079 milioane de $, între 1980 și 1988, 16,808 milioane de $ au reprezentat arme importate din URSS, 5,004 milioane de $, importuri din China, iar 4,591 milioane de $ au reprezentat importuri din Franța. Statele Unite au sprijinit Irakul prin deschiderea canalelor diplomatice, ridicarea restricțiilor privind transferul de tehnologie militară și prin sprijinul informatic privind mișcările de trupe ale iranienilor. Franța, care din 1970 a devenit unul din aliații cei mai fideli ai Irakului, a furnizat de asemenea lui Saddam Hussein tehnologie militară de ultimă oră. În primul rând avioane Dassault-Breguet Super Étendard, împreună cu rachete Exocet. China, care nu era aliatul niciuneia din părți, având în acest război interese strict comerciale, a vândut fără discriminare arme ambelor părți. De asemenea, Irakul și-a procurat mari cantități de armament prin contrabandă sau prin firme comerciale pe care le cumpărase în țările occidentale, filiera tranzacțiilor fiind extrem de complicată și implicând adesea particulari și firme din până la 10 țări. Finanțarea tranzacțiilor cu armament a fost asigurată în parte din exportul de petrol, restul din împrumuturi, principalii finanțatori fiind statele arabe din Golf, Arabia Saudită, Kuweitul și Emiratele. O filială americană din Atlanta, Georgia a celei mai mari bănci italiene, Banca Nazionale del Lavoro (BNL),  a girat un împrumut de 5 miliarde de $ pentru Irak, bani pe care acesta i-a folosit pentru achiziționarea de armament, în perioada 1985-89 (Afacerea Irak-gate, anchetată de FBI). Conform datelor publicate în Financial Times, firmele americane care au furnizat tehnologie militară Irakului au fost Hewlett-Packard, Tektronix și filiala din Ohio a societății Matrix Churchill. Egiptul a intermediat achiziționarea a 60 de tancuri M77s din România. Egiptul, împreună cu Iordania, au ajutat la recrutarea de voluntari și mercenari pentru a lupta de partea Irakului, care au format Brigada Yarmouk.

### Pentru ambii beligeranți
Alte țări, precum Iugoslavia și Portugalia, au vândut arme ambilor beligeranți. Între 1980 și 1987, Spania a vândut Iranului armament în valoare de 458 milioane de €, iar Irakului în valoare de 172 milioane de €. Vânzările de armament au inclus vehicule militare, elicoptere BO-105, explozivi și muniție. Un proiectil neexplodat cu încărcătură chimică, analizat de experții ONU, s-a dovedit a fi fost fabricat în Spania. Turcia s-a declarat neutră încă de la începutul conflictului, refuzând totodată să respecte cerințele privind embargoul impus Iranului de către SUA. A vândut armament ambelor părți pe toată durata războiului, volumul total al exportului de tehnică militară către ambii beligeranți crescând de la 220 milioane de $ în 1980, la 2 miliarde în 1985. De asemenea, Turcia era extrem de implicată în Irak, în domeniul construcțiilor, cu o cifră de afaceri de 2,5 miliarde de $ între 1974 și 1990.

## Tactica militară - lipsuri și erori
La modul general, nici una din țările aflate în conflict militar nu a reușit să folosească cu maximă eficiență tehnica de luptă și personalul militar angajat în operațiunile militare. Dacă la început Irakul a avut inițiativa, atacând prin surprindere și fără declarație de război Iranul, irakianii nu au reușit să fructifice acest avantaj, împotmolindu-se la porțile orașului Abadan în fața ripostei înverșunate a iranienilor. De cealaltă parte, în ultima fază a războiului, iranienii n-au reușit să treacă de puternica apărare irakiană, un rol crucial avându-l și utilizarea de arme chimice, ca și sprijinul militar necondiționat al SUA. Ceea ce la început părea a fi un conflict zonal restrâns, pentru obținerea suveranității totale asupra unui curs de apă (Shatt al-Arab), s-a extins ulterior, căpătând aspectul de război total, datorită pe de o parte ambițiilor hegemonice ale lui Saddam Hussein, și pe de alta, a dorinței liderilor iranieni de a înlătura regimul secular al acestuia. Amândouă țările au avut probleme serioase în realizarea de operațiuni militare combinate de blindate și infanterie cu suport aerian, rezultatele fiind mai degrabă mediocre și soldându-se cu mari pierderi umane și în tehnică de luptă. Ambele țări au avut carențe serioase în ceea ce privește tactica războiului modern, confruntându-se cu o lipsă acută de personal calificat, Iranul datorită epurărilor succesive la nivelul cadrelor militare superioare, iar Irakul datorită nepotismului și politizării practicate la numirea cadrelor superioare ale armatei. La modul general, Iranul a improvizat mai mult, adesea cu succes, a atacat mai mult, în timp ce Irakul s-a apărat mai mult, folosind ceva mai eficient superioritatea numerică a gurilor de foc ale artileriei în apărare, concomitent cu utilizarea armelor de nimicire în masă. Nici una din țări nu a avut o doctrină militară clară în ceea ce privește dotarea cu armament anterioară războiului, astfel că de la început și până la sfârșitul războiului au trebuit să se descurce cu o tehnică de luptă relativ eterogenă, mai precis cu ceea ce puteau obține de pe piața de armament, personalul neavând cel mai adesea un antrenament suficient în utilizarea tehnicii de luptă. În plus, Iranul a trebuit să facă față unei adevărate blocade în ceea ce privește armamentul de proveniență occidentală, ca și de piesele de schimb necesare. Improvizând mai mult, atacând mai mult și mai hotărât, Iranul a obținut adesea victoria în fața unor trupe irakiene superioare numeric și mai bine dotate, care luptau în defensivă, dar nu a reușit să obțină o victorie categorică. Cauzele principale au fost utilizarea armei chimice asupra trupelor și populației civile, pasivitatea opiniei publice internaționale și intervenția americană.

### Iran
Pe toată durata războiului, Iranul a căutat să utilizeze la maxim tehnica de luptă de care dispunea, pentru a depinde cât mai puțin de importurile de armament, politică urmată și în prezent. Pistoalele mitralieră Hecker & Koch de 7,62 mm din dotarea trupelor de infanterie se produceau în Iran, ca și muniția necesară. De asemenea, existau numeroase pistoale mitralieră AK-47, de fabricație sovietică, nord-coreeană, cehă sau chineză, în stocuri ale armatei, dar și la populație. De asemenea, existau linii de fabricație a proiectilelor de aruncător, grenadelor de mână și grenadelor antitanc. Iranul putea să repare și să întrețină aruncătoarele multiple de rachete de tip Katiușa și cele antitanc RPG-7. În consecință, cam tot ce ținea de armamentul din dotarea infanteriei era din producția internă. După ce Irakul a trecut în defensivă, la începutul anului 1981, Iranul a utilizat din plin numeroase forțe de infanterie, compuse din militari de carieră, gărzi revoluționare și voluntari, pentru a recupera teritoriul pierdut, prin asalturi succesive asupra pozițiilor irakiene. Aceste asalturi au fost dominate de infanterie, fără a fi însoțite însă de suport aerian și de baraje de artilerie, și fără a folosi tancuri și transportoare blindate. Deși ar fi trebuit să se soldeze cu pierderi grele de partea iranienilor, acestea nu s-au produs totuși, datorită tacticii iraniene de a ataca noaptea din spatele trupelor iraniene, de a crea breșe în sectoarele slabe ale apărării irakiene, urmate de atacul nimicitor al militarilor iranieni, mai bine antrenați. Irakienii s-au dovedit incapabili să rămână pe pozițiile de apărare amenajate, deși erau susținuți de numeroase obstacole naturale. Tactica iraniană a "valurilor umane", care consta de fapt în saturarea pozițiilor iraniene cu atacuri nocturne, atât frontale cât și din spatele apărării, urmate de un atac nimicitor cu forțe proaspete și experimentate la răsăritul soarelui, s-a dovedit extrem de eficientă în prima parte a războiului, micșorând drastic numărul de pierderi ale forțelor iraniene. Schimbarea ulterioară a tacticii irakiene în apărare, a determinat pe iranieni să renunțe la tactica "valurilor umane", în favoarea operațiilor ce foloseau trupe speciale, parașutate în spatele pozițiilor irakiene. Din punctul de vedere al numărului de vehicule blindate, dispunând la începutul războiului doar de 1700 de tancuri de luptă și 250 de tancuri ușoare, Iranul se situa în inferioritate față de irakieni, iar această situație s-a menținut cu mici variații pe toată durata războiului, deși iranienii au reușit să captureze un număr însemnat de tancuri inamice. Numărul lor s-a redus datorită pierderilor și uzurii la 1000-1150 la începutul lui 1984. Iranul a reușit să captureze cca. 1000 de tancuri inamice, majoritatea T55 și T54, dar și câteva T72, de concepție sovietică, dar a și pierdut foarte multe vehicule blindate. La începutul lui 1988, Iranul avea mai puțin de 750 de tancuri de producție occidentală operaționale, împreună cu multe altele scoase din uz, cca. 300 Chieftain Mark-3/5, de producție britanică, 250 de tancuri M60 de producție americană și alte 200 de M47/48. Pe lângă lipsa pieselor de schimb și a personalului de întreținere specializat, aceste tancuri au suferit o uzură rapidă în zonele deșertice datorită prafului, iar motorizarea s-a dovedit prea slabă pentru terenul accidentat din zona de confruntare militară. Din punct de vedere al luptei contra blindatelor, iranienii s-au situat realmente la înălțime, astfel că lupta cu aruncătoare portative de grenade antitanc în orașe precum Khorramshahr, Abadan, Ahvaz, Dezful și Susangerd s-a soldat cu pierderi grele pentru irakieni. Intrarea tancurilor în orașe, fără sprijin al infanteriei și trupelor speciale care să curețe clădirile de atacatori izolați, s-a dovedit fatală pentru majoritatea echipajelor tancurilor irakiene. Același lucru îl vor păți iranienii în 5 ianuarie 1981, când trei puternice regimente de tancuri iraniene, aparținând armatei regulate, conduse de primul președinte iranian, Abolhassan Bani Sadr, vor ataca fără sprijin de infanterie orașul Susangerd, fiind decimate de apărarea antitanc irakiană. Bani Sadr voia să demonstreze astfel liderilor religioși superioritatea unei armate regulate față de gărzile revoluționare. Acest eșec militar a grăbit îndepărtarea lui de la putere, iar iranienii și-au reconsiderat tactica luptei în orașe, dar și tactica generală a luptei în câmp deschis, folosind tancurile ca principală forță de șoc, în cooperare cu valuri succesive de infanteriști, sprijiniți de tiruri de artilerie combinate cu suport aerian al elicopterelor de atac. Între 1983-85, Irakul s-a dotat cu arme antitanc de ultimă oră, asfel că blindatele iraniene au suferit din nou pierderi grele, deși erau sprijinite de infanterie la sol și de elicoptere din aer. În consecință, iranienii au preferat să renunțe la avantajul mobilității, operând tancurile din poziții adăpostite fixe, folosind tunul cu bătaie lungă de pe tanc în calitate de sprijin al infanteriei și pentru a ataca elicopterele inamice. Datorită embargoului instituit de SUA și țările occidentale, Iranul a mai putut obține în ultima parte a războiului, un număr de tancuri T59 produse în Coreea de Nord și China, și câteva T62 și T72 din Siria și Libia, tancuri care erau net inferioare celor occidentale. Procedând la fel ca și irakienii, iranienii s-au dotat și ei cu lansatoare de rachete antitanc, ghidate optic sau cu cablu, montate adesea pe vehicule de teren, pe care le-au utilizat din plin contra blindatelor irakiene, dar și contra fortificațiilor acestora și clădirilor, multe astfel de lansatoare fiind montate pe elicopterele Cobra. Multe astfel de lansatoare de rachete au fost obținute din SUA prin contrabandă, cu precădere în 1985-86. Deși armamentul era de ultimă oră, rata lovirii țintelor de-abia a atins 0,1, datorită lipsei antrenamentului operatorilor. În cursul atacului asupra peninsulei al-Faw din 1986 și contra-atacului de la Meheran din același an, trupele iraniene terestre au utilizat lansatoare de rachete M47 - Dragon și SS-11(producție SUA) și ENTAC - teleghidate prin cablu (producție Franța). Odată cu renunțarea de către ambele părți la avantajul mobilității tancurilor în favoarea operării lor din poziții adăpostite fixe, utilizarea lansatoarelor de rachete antitanc a scăzut. În ceea ce privește artileria, aceasta s-a dovedit adesea ineficientă, deși dotarea armatei iraniene era relativ bună, datorită lipsei ofițerilor specializați, dar mai ales datorită lipsei unui sistem centralizat de achiziție a țintelor și conducere a focului. Un ofițer superior britanic, participant în campania de la Dhofar, deplângea risipa ineficientă de muniție, în defavoarea unei localizări precise a obiectivelor. Iranienii au utilizat în cadrul trupelor de artilerie atît tunuri de fabricație americană ( M107 - 175 mm, M110 - 203 mm), dar și sovietică (M46 - 130 mm, D74 - 122 mm și tunuri howitzer de 152 și 155 mm) La începutul războiului, pe când erau în defensivă, iranienii au utilizat pe scară largă minele de infanterie și câmpuri de obstacole artificiale pentru a limita mobilitatea tancurilor. De asemenea, au suplinit lipsa transportoarelor blindate cu camioane și alte vehicule civile, pentru a transporta rapid forțele combatante în diversele zone ale frontului. În a doua parte a războiului, au perfecționat tactica infiltrării de trupe parașutate în spatele pozițiilor inamice. De asemenea, aceste tactici s-au remarcat la forțarea cursurilor de ape și la asaltul pozițiilor inamice în zone muntoase. În schimb, trupele iraniene s-au dovedit ineficiente în lupta în condiții dificile de vreme și în lupta pe timp de noapte, lipsa echipamentului modern spunându-și cuvântul, tacticile utilizate datând din primul război mondial. În ciuda acestor lipsuri, iranienii au întețit atacurile nocturne, forțați de temperatura de 48-50 °C din timpul sezonului secetos. O altă problemă cu care s-au confruntat trupele iraniene spre sfârșitul războiului, a fost legată de logistică, din nou lipsa personalului specializat spunându-și cuvântul. Multe tancuri au fost abandonate de echipaj din cauza lipsei carburantului și a muniției, sau pentru probleme tehnice minore, ce puteau fi remediate dacă echipe specializate ar fi însoțit trupele de blindate. Deși la începutul războiului, Iranul deținea mai multe tancuri Chieftain decât deținea Marea Britanie, pe solul dificil iranian, puterea motorului s-a dovedit a fi insuficientă, țeava tunului se uza rapid, ceea ce a determinat pe liderii iranieni să decidă după încheierea războiului producția unui tanc mai adecvat condițiilor dificile din zonă (Zulfiquar). În comparație cu tancurile Chieftain britanice, tancul american M60, deși suferea și el de uzură rapidă, s-a dovedit a fi mult mai fiabil și mai ușor de întreținut. De departe însă, cele mai eficiente forțe în timpul războiului, s-au dovedit a fi forțele aeriene. Eliberarea din închisoare a multor piloți de elită, aparținând fostei Imperial Iranian Air Force, s-a dovedit a fi salutară pentru regimul teocratic. Nu e de mirare deci că Saddam Hussein decisese să înceapă invazia cu un atac aerian masiv, menit să distrugă aviația iraniană și infrastructura ce o deservea. Nu a reușit însă, datorită puternicei apărări antiaeriene iraniene. Deși Iranul avea puține avioane operaționale la începutul războiului naval, respectiv 20 F-4 Phantom, 20 F-5 Tiger și 15 F-14 Tomcat, rezultatele obținute de acestea în luptă au fost peste așteptări, rata victoriilor fiind de 10 la 1 în luptele aeriene angajate cu piloții irakieni.

### Irak

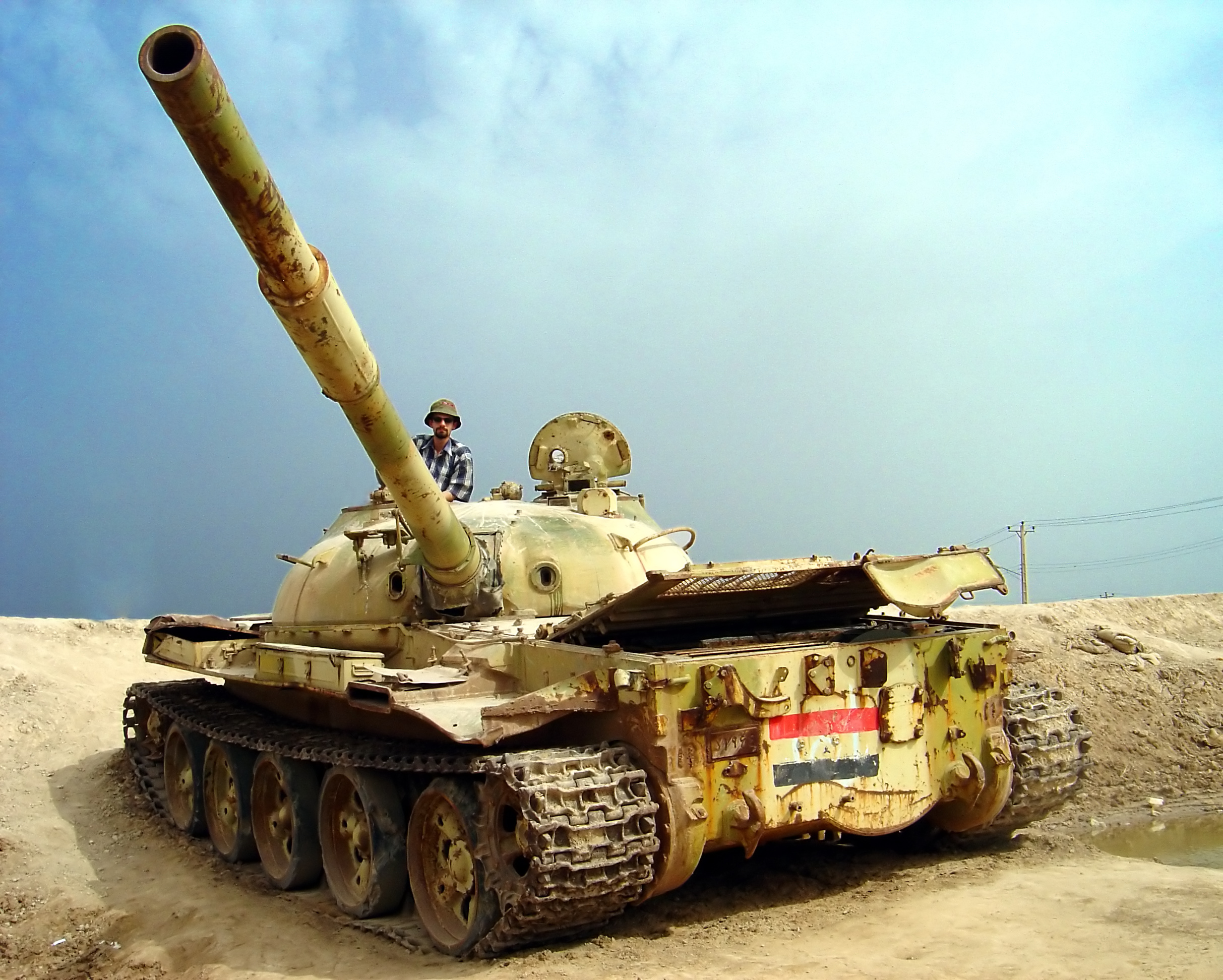
Tanc irakian T62 distrus în apropiere de Khorramshahr, Khuzestan

În ceea ce privește forțele de infanterie, armata irakiană a început invazia Iranului complet nepregătită. Irakienii au invadat teritoriul iranian, bazându-se pe superioritatea categorică a blindatelor ca forță principală de șoc, conform doctrinei sovietice. Invazia a debutat cu atacul masiv al trupelor mecanizate, formate din patru divizii, plus încă două divizii de tancuri. Pătrunderea acestora în Khuzestan fără sprijin de infanterie la sol, la care s-au adăugat obstacolele naturale care limitau mobilitatea tancurilor, au făcut din acestea o țintă ușoară pentru trăgători izolați echipați cu aruncătoare portative de grenade antitanc, de tip RPG-7, extrem de ușor de mânuit chiar și de către un civil. Trupele blindate irakiene au reușit să avanseze în teritoriul iranian cu mari pierderi. Și mai catastrofale s-au dovedit a fi pierderile în lupta urbană, toate acestea determinându-l pe Saddam Hussein să-și re-evalueze concepțiile privind rolul infanteriei la sol. Cu toate măsurile luate, de a înființa noi unități militare antrenate pentru lupta urbană, a durat destul timp, astfel că în scurtă vreme ofensiva irakiană s-a împotmolit. Acest fapt a devenit și mai evident cu ocazia luptelor crâncene din jurul orașelor Khorramshar și Abadan. Ulterior, irakienii au depus un efort uriaș pentru a crea o adevărată armată de infanterie, mobilizând și antrenând rezerviștii. De asemenea, în momentul trecerii în defensivă, au creat o uriașă armată populară, care a ajuns spre sfârșitul războiului la un efectiv de 400 - 650 000 de oameni. Rezultatele au început să se vadă de-abia în 1988, atunci când Irakul a dovedit că are o armată de infanterie la standarde decente, dar era deja prea târziu. În consecință, în cursul confruntărilor din a doua parte a războiului, în 1985-87, irakienii s-au bazat exclusiv pe superioritatea în tehnică de luptă, pe superioritatea aeriană, pe faptul că se găseau în defensivă, și mai ales, pe utilizarea pe scară largă a armelor de nimicire în masă. Saddam Hussein era conștient de superioritatea iranienilor la începutul războiului, iată de ce avea să declare în octombrie 1980, la câteva săptămâni după invazie: "iranienii au mai multe tunuri, tancurile lor se mișcă mai mult înainte, marina lor poate ajunge în locuri mai îndepărtate, și au și arme mai bune". Evident că tancurile de producție sovietică de care dispuneau irakienii erau inferioare celor iraniene, ceva mai moderne. La fel ca și tancurile iraniene, și cele ale irakienilor au suferit datorită uzurii motorului și țevii tunului. Aceste probleme au devenit și mai evidente în cursul apărării peninsulei al-Faw în 1986 și apărării orașului Basra în 1987. Superioritatea irakienilor în materie de vehicule blindate era însă copleșitoare. Irakul dispunea încă de cca. 2750 de tancuri la începutul războiului. La începutul anului 1988, dispunea însă de 4500 de tancuri sovietice T54, T55, T62 și T72 (ceva mai puține), cca. 1500 de tancuri T59s și T69IIs, de producție chineză, 60 de tancuri M77s, de producție românească, și câteva tancuri Chieftain, capturate de la iranieni. De asemenea, dispunea de 2500 transportoare de trupe și alte vehicule blindate. Irakienii nu au utilizat decât foarte rar infiltrarea de trupe în spatele liniilor inamice. De asemenea, au evitat să trimită elicoptere de atac în adâncimea teritoriului inamic. Atât iranienii cât și irakienii nu au dispus de echipament de vedere pe timp de noapte pe elicoptere, capabil să localizeze infanteria la sol, pentru a o putea neutraliza. Utilizarea rachetelor antitanc a fost la fel de ineficientă ca și de partea iranienilor, rachetele Milan (de producție franceză) și cele de tip HOT, lovind una din 6-8 ținte. Iar la cele de tip Sagger (9K11 Malyutka, de producție sovietică) sau SS-11 (de producție americană), rezultatele au fost și mai slabe, una din 20-30 de ținte a fost lovită, toate aceste rezultate slabe datorându-se lipsei de antrenament a operatorilor. Oricum, risipa de resurse a fost uriașă, o rachetă costând în medie cca. 2000$. Utilizarea bombardamentelor de artilerie asupra orașelor s-a dovedit de asemenea a fi extrem de ineficientă, rezultatul fiind cel mai adesea distrugerea de mari valori materiale, fără a diminua câtuși de puțin efectivele inamicului. Bunăoară, în loc de a trimite trupe experimentate la sol pentru a captura obiective de importanță economică sau strategică majoră, irakienii s-au mulțumit cu distrugerea clădirilor civile, multe de importanță istorică, sau a obiectivelor economice, precum rafinăria din Abadan, sporind furia și îndârjirea iranienilor.  Risipa de muniție a fost de asemenea importantă. Un jurnalist nota prin 1984, că în cadrul luptelor duse în zona Gzuyl (NE de Basra), artileria irakiană consuma cu muniția sute de mii de dolari pe oră, trăgând o lovitură la fiecare două secunde. Deși armata irakiană nu a reușit nici pe departe să atingă nivelul de pregătire de luptă pe care-l aveau armatele din țările NATO sau cele din blocul comunist,  spre sfârșitul războiului a devenit mai eficientă, deși aceasta s-a datorat în bună parte sprijinului necondiționat american și utilizării armelor de nimicire în masă. Înalții responsabili irakieni, în frunte cu Saddam Hussein, au realizat pericolul răsturnării regimului Baath, în cazul unei victorii categorice a trupelor iraniene. Deși mulți înalți responsabili irakieni a subliniat încă de la începutul războiului importanța echipamentelor de vedere pe timp de noapte, furnizarea acestora de către URSS a întârziat, punând trupele irakiene în dificultate. Această aparatură a fost introdusă treptat spre sfârșitul războiului, atât de irakieni cât și de către iranieni. Precizia loviturilor de artilerie a crescut de asemenea după 1982, de ambele părți, aceasta datorându-se cu precădere faptului că războiul se purta de pe poziții fixe a gurilor de foc. Un mare avantaj al irakienilor, utilizarea transportoarelor de tancuri, nu a fost exploatat cu eficiență datorită pericolului prezentat de utilizarea pe scară largă de către iranieni a rachetelor antitanc și cramponării pe lupta din poziții defensive fixe. Irakul dispunea de 200 de transportoare de tancuri în 1973, ajungând la cca. 1200 în 1984, dar nu a reușit să valorifice acest uriaș avantaj strategic. În ceea ce privește războiul aerian, pierderile masive i-au obligat pe irakieni să apeleze la piloți străini, provenind din Belgia, Australia, Africa de Sud, Germania de Vest și de Est, dar și din Uniunea Sovietică. De asemenea, au utilizat mercenari din țările arabe - de exemplu, la un moment dat, iranienii au capturat 3000 de soldați egipteni, înrolați în cadrul armatei irakiene. Neputând să anihileze experimentații piloți iranieni, efortul aviației irakiene s-a concentrat pe atacarea navelor iraniene și a obiectivelor civile lipsite de apărare, beneficiind de protecția US Navy, dar și de informațiile strategice oferite de sateliții de spionaj american. Atunci când acest sprijin a lipsit, s-au produs adevărate dezastre, așa cum s-a întâmplat în cursul atacului irakian asupra terminalului din insula Kharg, din 18 martie 1988, atunci când irakienii au distrus două tancuri petroliere iraniene, dar au pierdut 5 avioane, printre care două Tupolev Tu-22Bs și un Mikoyan MiG-25RB.

### Comparație între forțe 1980/1987
La începutul războiului, Irakul deținea o superioritate categorică în ceea ce privește blindatele, în timp ce ambele țări erau aproximativ la același nivel în ceea ce privește artileria, diferența accentuându-se pe durata războiului. Iranul a pornit cu forțe aeriene superioare, spre sfârșitul războiului balanța înclinând spre Irak, datorită sprijinului masiv sovietic, american și occidental. Estimările datează din 1980 și 1987.
| Forța militară (1980–1987) | Irak  | Iran             |
| -------------------------- | ----- | ---------------- |
| Tancuri în 1980            | 2700  | 1740             |
| Tancuri în 1987            | 4500+ | 1000             |
| Avioane de luptă în 1980   | 332   | 445              |
| Avioane de luptă în 1987   | 500+  | 65 (în serviciu) |
| Elicoptere în 1980         | 40    | 500              |
| Elicoptere în 1987         | 150   | 60               |
| Artilerie în 1980          | 1000  | 1000+            |
| Artilerie în 1987          | 4000+ | 1000+            |

## Războiul în conștiința colectivă
Pe toată durata războiului, o adevărată ofensivă mediatică contra Iranului a fost declanșată în presa occidentală, sprijinită cu informații furnizate de către propaganda irakiană. Această ofensivă a crescut în intensitate odată cu respingerea irakienilor și ofensiva iraniană pe teritoriul irakian, dar mai ales, odată cu creșterea implicării militare a SUA în conflictul militar. Aparent, această ofensivă părea să aibă menirea de a susține în fața poporului american intervenția militară americană în Golf, de partea unui dictator sângeros, un criminal de război care utiliza arme chimice interzise de toate tratatele internaționale, contra inamicilor săi și contra populației civile. De asemenea, acest adevărat asalt mediatic avea menirea de a prezenta Iranul drept agresor, cu precădere după 1982, omițând faptul că de-abia în 15 iulie 1990, la aproape doi ani de la încetarea focului, Saddam Hussein a acceptat să-și retragă trupele de pe teritoriul iranian, declarând că acceptă prevederile Protocolului de la Alger din 1975 și că acceptă suveranitatea comună asupra cursului Shatt-al-Arab, care de fapt constituise pretextul invaziei. În 9 decembrie 1991, Javier Pérez de Cuéllar, pe atunci Secretar General al ONU, avea să declare:
"... că explicațiile Irakului nu par a fi suficiente în fața comunității internaționale, acesta este un fapt... [atacul] nu poate fi justificat sub Carta Națiunilor Unite, de nici o reglementare sau principii recunoscute în dreptul internațional, sau în fața oricărui principiu al moralității internaționale, care atrag după sine întreaga responsabilitate a conflictului. Chiar dacă înainte de izbucnirea conflictului au existat anumite încălcări ale teritoriului irakian de către Iran, acestea nu justifică în nici un fel agresiunea Irakului contra Iranului, care a fost urmată de ocupația continuă a teritoriului iranian de către Irak pe toată durata conflictului, însoțită de violarea principiului care interzice folosirea forței, privit ca una din regulile jus cogens... Am avut altă dată ocazia să iau cunoștință cu regret de concluziile experților privind utilizarea armelor chimice contra civililor iranieni în zone adiacente centrelor urbane lipsite de protecție contra acestui tip de atac."
Încurajat de această declarație, Iranul a cerut despăgubiri de război, pe care nu le-a primit niciodată. Singura concesie făcută de noile autorități irakiene a fost să-și ceară scuze în 2005 pentru începerea războiului. Cu toate acestea, încurajați de atitudinea ambiguă a Consiliului de Securitate vis-à-vis de crimele de război comise de irakieni, intoxicați de propaganda irakiană, de informațiile vehiculate de CIA, cunoscând insuficient realitatea din zonă, mulți jurnaliști de bună credință au fabricat adevărate legende urbane, care propagate intens în mass-media, s-au înșurubat adânc în mentalul colectiv. Bunăoară, Robin Wright, cunoscut jurnalist la Washington Post, LA Times și CBS, își amintea în 2001:
"În timpul ofensivei Fateh (din februarie 1987), am mers de-a lungul frontului de sud-vest de partea iraniană și am văzut zeci de băieți, în vârstă de 9-16 ani, care afirmau cu un entuziasm nedisimulat că s-au înrolat de bună voie pentru a deveni martiri. Trupele armatei regulate, Gărzile Revoluționare paramilitare și clericii, toți nu aveau decât cuvinte de laudă pentru acești tineri, cunoscuți drept Basij, pentru rolul extrem de periculos pe care-l jucaseră în acțiunea de pătrundere în liniile irakiene. Ei au deschis calea, alergând de-a lungul câmpurilor minate, pentru a curăța terenul pentru atacul infanteriei. Având banderole albe în jurul capului, simbolizând îmbrățișarea morții, și strigând Martir!Martir!, literalmente și-au croit calea către ceruri. Numărul lor n-a fost niciodată dezvăluit. Răspunsul a fost dat de o raită prin suburbiile orașelor iraniene. La fiecare fereastră aproape, la fiecare bloc, erau expuse fotografii de adolescenți sau preșcolari, cu chenar negru.
Astăzi, toate aceste "legende urbane", deși dezmințite de cercetările istoricilor și experților militari, încă mai sunt reluate de presa de senzație, inclusiv în cea autohtonă:
"S-au relatat unele cazuri în care copii erau trimiși pe front fără absolut nici o armă, utilizând tactica de revărsare. În alte cazuri se trimiteau tineri iranieni în masă și fără arme pe câmpurile minate, ca să detoneze explozibilul și să lase drmurile curate pentru a trece tancurile. Băieților li se dădeau chei de plastic făcute în Taiwan, considerate ca și cheile Paradisului." 

### Contextul juridic general
Se observă că toate aceste istorii privind evenimentele din timpul războiului dintre Iran și Irak au un punct de plecare comun: folosirea minorilor în război. Cadrul juridic general care reglementează folosirea copiilor în conflictele militare este asigurat de Convenția ONU privind Drepturile Copilului, care la art. 28 prevede că statele semnatare trebuie să ia toate măsurile posibile pentru ca persoanele în vârstă de sub 15 ani să nu poată participa activ la ostilități. Articolul 1 al aceleiași convenții definește drept copil (minor), o persoană în vârstă de sub 18 ani. Articolul  8(2)(b)(xxvi) al Statutului de la Roma al Curții Penale Internaționale (International Criminal Court, ICC pe scurt) prevede că recrutarea sau înrolarea copiilor sub 15 ani în forțele armate naționale sau folosirea acestora pentru a participa activ la ostilități militare este considerată crimă de război. Cu toate acestea, în multe state occidentale, vârsta minimă pentru serviciul militar este sub 18 ani, 17 sau chiar 16 ani, cu anumite restricții și/sau cu acordul părinților. Toate aceste istorii privind războiul dintre Iran și Irak nu urmăresc decât să demonstreze că iranienii au comis și ei crime de război, punând accentul pe folosirea copiilor în conflictul militar, care să contrabalanseze eventual crimele de război ale irakienilor, dovedite, dar rămase nepedepsite.

### Valurile umane
O primă istorie extrem de prezentă în conștiința colectivă este cea cu mulțimea de atacatori iranieni, fanatizați de discursurile liderilor religioși, care se năpusteau în valuri (human waves) asupra pozițiilor fixe irakiene. Drept atacatori erau utilizați cei prea tineri sau cei prea în vârstă pentru a se înrola, cu o instrucție slabă sau inexistentă, cu un armament minimal sau cel mai adesea neînarmați, care trebuiau să se năpustească asupra irakienilor, pentru a-i copleși cu numărul lor, consumându-le muniția. Adesea, aceste valuri de atacatori erau compuse din copii fanatizați, care treceau fără nici o teamă prin câmpurile minate strigând lozinci, călcând pe minele de infanterie sau făcându-le să explodeze cu ajutorul unui băț, deschizând astfel calea infanteriei și tancurilor. Scopul acestei istorii ar fi să justifice oarecum folosirea armelor chimice de către irakieni contra unui inamic fanatizat, fără cea mai mică urmă a instinctului de conservare, ca și acuzarea iranienilor de crime de război. Adevărul este că dintre cei doi beligeranți, Iranul pare să-și fi protejat mai mult oamenii, deși s-a găsit mai mult în ofensivă. Din punct de vedere istoric, această tactică, utilizând evident, trupe bine antrenate și bine înarmate, a fost utilizată totdeauna unde nu exista altă alternativă, când era de așteptat ca pierderile să fie considerabile, așa cum s-a întâmplat în cursul debarcării din Normandia, operațiunea Overlord. (6 iunie-19 august 1944) Conform analistului și istoricului militar american Stephen C. Pelletiére, fost analist al CIA, această teorie este o idee preconcepută, pornind de la ideea clasică a valurilor de asalt. Practic, în zona de conflict, cu un relief accidentat și cu numeroase obstacole naturale, această tactică era total inadecvată. În realitate, iranienii foloseau mici unități de câte 22 de oameni, care atacau zonele slabe ale apărării statice irakiene. Atacurile se desfășurau adesea în timpul nopții, pornind din mai multe direcții, dând impresia unui număr mare de atacatori, a unui "val" de atacatori. Evident că în lipsa dispozitivelor de vedere nocturnă, aceste atacuri conduceau adesea la o ripostă haotică a irakienilor, cu o masivă risipă de muniție, dând impresia unui atac "masiv". Trupele irakiene, saturate de astfel de atacuri nocturne, erau atacate în zori de grosul trupelor de asalt. Ulterior, iranienii și-au perfecționat tactica, prin infiltrări de trupe de desant aerian în spatele liniilor inamice, care să le taie acestora retragerea și liniile de aprovizionare. Utilizarea pe scară largă a dispozitivelor de vedere pe timp de noapte spre sfârșitul războiului, combinată cu infiltrări de trupe și atacuri surpriză, a produs irakienilor pierderi grele, chiar dacă se găseau în defensivă, iranienii compensând lipsa armamentului greu și a tancurilor prin mobilitate mai ridicată și atacuri mai îndrăznețe.

### Folosirea copiilor în luptă

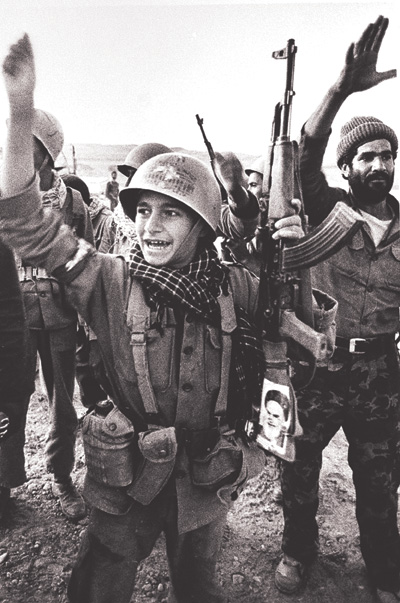
Soldat iranian - se presupune că ar fi copil

În același context, numeroși comentatori din mass-media acuză Iranul că ar fi folosit minori în timpul războiului, atât în calitate de combatanți, cât și pentru deminarea terenului folosind propriul corp. Se face referire cu precădere la membrii milițiilor Basij. Înființate în 1979 din ordinul ayatollahului Khomeini, aceste miliții erau compuse din tineri voluntari ce asigurau ordinea și diverse servicii sociale, în schimbul anumitor beneficii, fiind subordonate Gărzilor Revoluționare. Vârsta minim legală de aderare la organizație este de 15 ani. Se afirmă că tineri chiar sub această vârstă, printre care și copii de peste 8 ani ar fi fost trimiși pe front pentru a deveni "martiri", că multe familii și-ar fi cedat copiii în acest scop, în urma unor promisiuni mincinoase ale autorităților sau în schimbul unor "pensii de martir". În realitate, legile iraniene interziceau recrutarea celor în vârstă de sub 16 ani, bazându-se pe tradițiile coranice privind războiul. Practic, întreaga legislație modernă actuală privind legile războiului, își are originile în etica și jurisprudența islamică cu privire la conflictele militare. După invazia irakiană, pe măsură ce furia iranienilor contra abuzurilor și crimelor de război comise de către irakieni creștea tot mai mult, mulți tineri, dar și persoane mai în vârstă, s-au înscris în cadrul milițiilor Basij, cel mai adesea în zonele ocupate. Imaginile de război prezintă adesea și civili, mulți dintre ei cu părul alb, luptând cu arma în mână contra invadatorilor. Copii și tineri sub 16 ani însă, nu apar niciodată. În 1984, președintele iranian, Ali-Akbar Rafsanjani a făcut un apel către toți cei în vârstă de la 12 la 72 de ani să se înroleze în "Războiul Sfânt". Apelul apare ca o cerere ca toată populația să susțină războiul contra invadatorului irakian, pentru că practic nu s-a făcut nici o derogare de la lege. Cercetarea arhivelor militare, inclusiv de către istorici independenți, a arătat că doar cei peste 19 ani au fost admiși în calitate de combatanți activi. De la începutul regimului islamic, pe toată durata războiului, și până în ziua de azi, vârsta de recrutare pentru serviciul militar a fost de 19 ani pentru armata regulată, și de 17 ani pentru forțele de poliție. Serviciul militar se putea executa în cadrul armatei sau în cadrul Gărzilor Revoluționare. Legea prevede ca vârstă minimă pentru a executa antrenamente militare este de 16 ani, aliniindu-se astfel la legislația occidentală în domeniu. Apelul președintelui Rafsanjani a fost exploatat însă de mass-media occidentală pentru satanizarea regimului teocratic. Ancheta întreprinsă de către CSUCS (Coalition to Stop the Use of Child Soldiers), ONG cu sediul în Marea Britanie, a stabilit că un număr mic de tineri în vârstă de 16-17 ani, încadrați în organizația Basij, au participat la menținerea ordinii în zonele devastate de război, dar numai alături de forțele de poliție. De asemenea, în multe din imaginile din epocă se văd femei înarmate, păzind diverse obiective, dar nu pe front. Multe imagini cu copii înarmați sunt strict propagandistice sau pur și simplu, simple amintiri din război. Copiii din imagini nu au uniforme, ci doar îmbrăcăminte de tip militar, fără insemne militare. Nicăieri, în imaginile făcute pe front de către corespondenții de război, nu apar copii sau adolescenți. Chestiunea cu deminarea terenurilor este absurdă, pentru că pe de o parte minele antipersonal nu s-au utilizat pe scară atât de largă, (așa cum au fost utilizate în Cambodgia, bunăoară) și pe de altă parte, pentru că în toate unitățile de tancuri, unul din blindate este echipat cu un tăvălug pentru deminare. În urma acuzațiilor din presa occidentală, dar și de la tribuna ONU emise de către Comisia pentru Drepturile Omului, reprezentanții Iranului au negat toate aceste acuzații, repetând că vârsta minimă pentru recrutare, conform legii, este de 19 ani, și că guvernul Iranului nici nu încurajează, nici nu admite folosirea copiilor pe câmpul de luptă. Majoritatea acuzațiilor la adresa Iranului se bazau pe probe indirecte. Bunăoară, sunt citate diverse anunțuri din ziarele iraniene, publicate de Hezbollah (organizație paramilitară), în care se afirmă că pentru recrutare nu contează vârsta, ci "credința în Dumnezeu", sau alte anunțuri în care sunt invitați să se înroleze elevii (sau studenții) de orice vârstă. Apoi, este citat din nou ayatollahul Ruhollah Khomeini, care ar fi afirmat la un moment dat că nu contează aprobarea părinților pentru a pleca pe front. Sau  Ali-Akbar Rafsanjani, care ar fi afirmat în 1982, că armata și-a mărit efectivele cu 400 000 de voluntari. Bazându-se pe numărul celor care ar fi împlinit 19 ani în 1982, ar rezulta că diferența este reprezentată de tineri sub 19 ani, șamd. Irakienii au folosit în scopuri propagandistice cca. 300 de iranieni, despre care afirmau că ar fi prizonieri de război, presupuși a fi în vârstă de 15 ani sau chiar mai puțin, deținuți într-un lagăr la Al-Ramadi, la  cca. 100 km vest de Bagdad, fără însă a aduce dovezi că ar fi capturați în luptă. Cert este însă că același CSUCS, prin organizația Child Soldiers International, a desfășurat o anchetă, care a scos complet din cauză Iranul. Din contră, alte anchete au arătat că de fapt, Irakul a înarmat și instruit, în unele cazuri până la 14 ore/zi, tineri în vârstă de 12-17 ani, pentru a-i folosi în războiul contra Iranului.

### Cheile de plastic aurit
De departe însă, cea mai senzațională legendă, dar și cea mai bine întipărită în mentalul colectiv este istoria cheilor de plastic aurit. Aceste chei, care la început erau din aur, apoi doar aurite, și în fine, doar din plastic aurit, fabricate când în Hong-Kong, când în Taiwan, și în fine, în China, ar fi fost înmânate în cadrul unei ceremonii solemne, copiilor "martiri", înainte de a mărșălui prin câmpurile de mine. Cheile erau menite să le deschidă porțile "paradisului", unde îi aștepta o bine-meritată răsplată de natură erotică și culinară. Se afirmă că ayatollahul Khomeini însuși ar fi comandat cele 500 000 de chei în Taiwan, pentru a le înmâna "cu mâna sa" viitorilor martiri. Această istorie neverosimilă încă mai este vehiculată de universitari respectați precum Abbas Milani de la Stanford University, care într-un eseu din 2007 pentru Boston Review afirma : "chei de plastic, aparent bune pentru a deschide porțile cerurilor, la răsfățuri erotice și culinare, erau înmânate acestor tineri, care pășeau către moarte..." Ceea ce este însă cert, este că nimeni nu a văzut până în ziua de azi o astfel de cheie. Nimeni nu o poate descrie cu exactitate. Nu există nici o imagine și nici nu apare în vreun cadru în reportajele filmate în zona de război. S-a încercat asimilarea cu plăcuțele de identificare ale soldaților iranieni, dar acestea au formă dreptunghiulară cu colțuri rotunjite, nicidecum formă de cheie. Toate investigațiile pentru găsirea măcar a unui exemplar de cheie au eșuat. Această istorie apare în atâtea locuri și în atâtea variante, încât nici măcar nu s-a putut încă stabili când și unde a apărut pentru prima dată. Istoricii sunt de părere că toată această istorie a fost lansată pentru a lua în derâdere pe Liderul Suprem, ayatollahul Ruhollah Khomeini și regimul său teocratic. Altă chestiune certă este că în ciuda cercetărilor efectuate de istorici, a tuturor dezmințirilor, toate aceste istorii continuă să se dezvolte și să se amplifice. Pe zi ce trece, alte și alte orori ale războiului din Golf continuă să iasă la iveală, comise numai și numai de către iranieni, de la paralitici trimiși să demineze câmpul de luptă, până la instructajul făcut copiilor martiri de a nu sări direct pe mină, ci de a se rostogoli deasupra ei, pentru a nu se dezmembra prea tare corpul.

## Epilog
Războiul dintre Iran și Irak a produs imense distrugeri și suferințe ambelor țări și popoare. Majoritatea experților militari și analiștilor politici consideră că Iranul nu ar fi reușit să învingă, chiar și în eventualitatea absenței sprijinului american și occidental acordat Irakului. Ceea ce este însă cert, este că în această eventualitate, regimul lui Saddam Hussein ar fi ieșit prea slăbit pentru a mai iniția invazia Kuweitului. În consecință, mai mult ca sigur, următorul război din Golf n-ar mai fi avut loc, poporul irakian fiind scutit astfel de multe suferințe. În 2003, în ciuda opoziției exprimate de Rusia, Germania și Franța, administrația George W. Bush, împreună cu Marea Britanie, au decis să invadeze și să ocupe ulterior Irakul, în baza unor acuzații privind deținerea și dezvoltarea de arme de nimicire în masă, acuzații ce s-au dovedit ulterior a fi false. Culmea este că tehnologia și materia primă pentru armele chimice folosite de Saddam Hussein în cursul războiului dintre Iran și Irak, dar și tulpinile de antrax cu care experții irakieni sperau să dezvolte arme bacteriologice proveneau din SUA. Invazia și ocupația ulterioară a Irakului au costat SUA peste 100 de miliarde de $, 4400 de militari americani și-au pierdut viața și alți 30 000 au fost grav răniți. De asemenea, 150 000 de irakieni și-au pierdut viața. Peste două milioane au luat calea exilului. Din cauza violențelor, războiului și distrugerilor, pentru mulți irakieni viața a devenit de nesuportat. Nivelul de trai a scăzut la cote de neimaginat, față de care epoca dictatorială a lui Saddam Hussein pare încă pentru mulți un vis frumos. În Bagdad, penele de curent electric sunt la ordinea zilei, iar curentul electric este furnizat cu întreruperi. De asemenea, lipsa apei potabile este o problemă tot mai acută. Rata șomajului este încă ridicată, chiar dacă economia se reface rapid datorită creșterii exporturilor de petrol. De cealaltă parte, Iranul, deși slăbit de războiul cu Irakul, se afirmă tot mai mult ca putere hegemonică în zonă. Cu o industrie dezvoltată, inclusiv în domeniul militar, s-a lansat deja în tehnica spațială. Războaiele din Golf au condus la creșterea prețului petrolului, chiar dacă administrația americană a dorit să evite cu orice preț aceasta, permițând Rusiei și Iranului să obțină beneficii importante și să-și întărească pozițiile pe piața petrolului și în zonă. Ceea ce a dorit însă cel mai mult SUA, menținerea echilibrului de forțe în zonă, prin slăbirea Iranului, concomitent cu întărirea Israelului, Irakului și Arabiei Saudite, nu s-a realizat. A fost una din cele mai mari erori ale administrației Reagan, deși în general este menționată doar afacerea Iran-Contras, dar din perspectivă exclusiv americană.